# Liste des espèces du genre Acacia

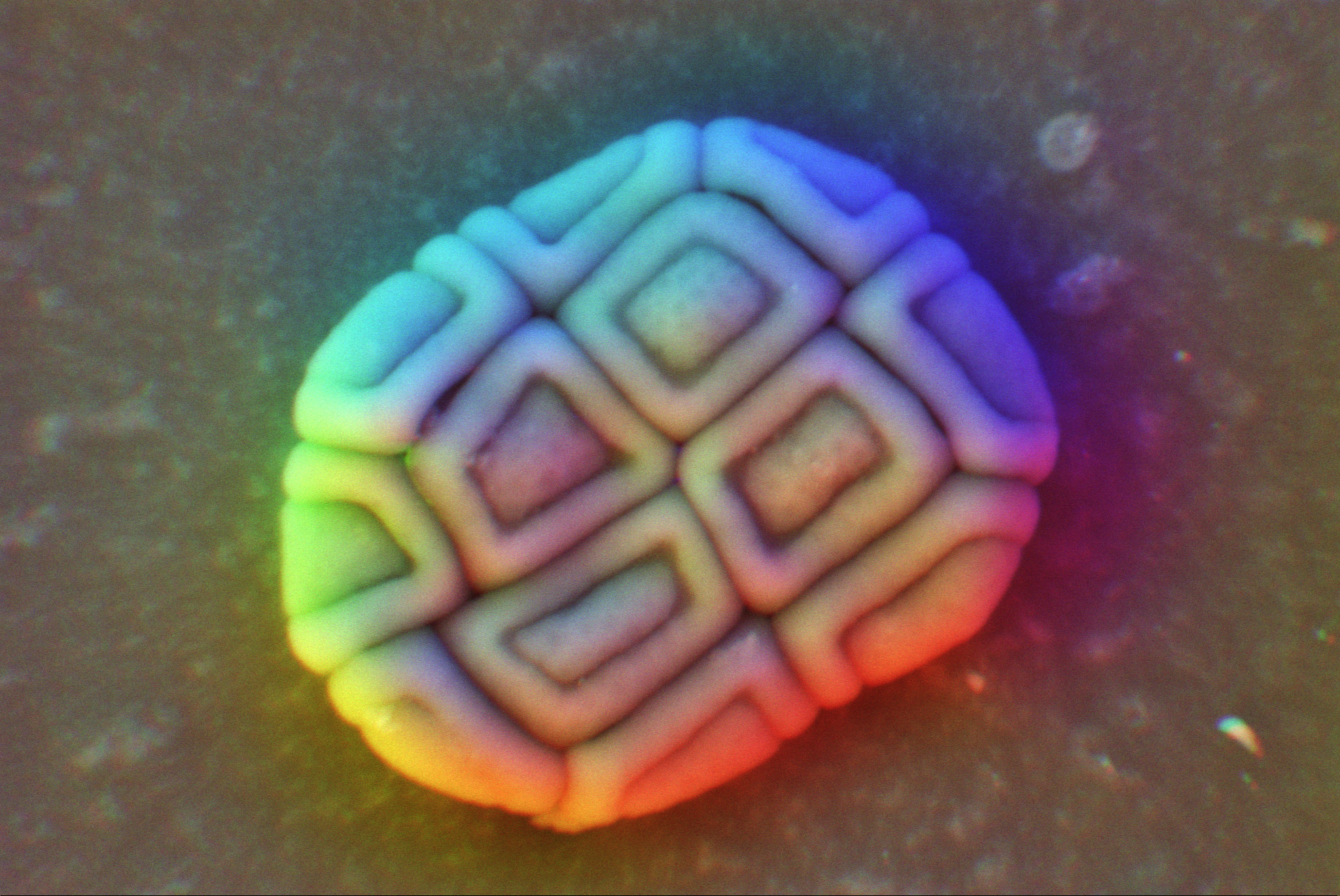
Image d'un grain de pollen d’Acacia au microscope électronique à balayage (environ 50 μm).

La liste des espèces du genre Acacia  présentée ci-après est celle du genre Acacia sensu stricto. En effet, plusieurs analyses cladistiques ont montré que le genre Acacia sensu lato n'est pas monophylétique. 
Ce genre a été provisoirement scindé en 5 genres : Acacia, Vachellia, Senegalia, Acaciella et Mariosousa. L'espèce-type proposée pour le genre Acacia est Acacia penninervis
La question de savoir lequel de ces genres ségrégés devait conserver le nom d'« Acacia » a été controversée. Le genre était précédemment caractérisé par l'espèce africaine Acacia scorpioides (L.) WFWright, synonyme d’Acacia nilotica (L.) Delile. En suivant la typification originale, le nom « Acacia » devrait désigner le groupe d'espèces actuellement reconnu comme étant le genre Vachellia. Orchard et Maslin ont proposé une retypification du genre Acacia par  l'espèce Acacia penninervis Sieber ex DC., espèce australienne appartenant au clade le plus important du genre Acacia sensu lato, groupe principalement australien reconnu précédemment  comme le sous-genre Acacia  subgen. Phyllodinae, avec l’argument que cela entraînait le moins de changements nomenclaturaux.  Bien que cette proposition ait suscité un fort désaccord chez certains auteurs, elle a été acceptée le 16 juillet 2005 par le XVIIe Congrès international de botanique à Vienne (Autriche). En conséquence, le nom « Acacia »  est conservé pour 948 espèces australiennes, 7 des îles du Pacifique, 1 ou 2 de Madagascar et 10 d'Asie tropicale. Les espèces non-australiennes sont réparties dans les genres Acaciella, Mariosousa, Senegalia et Vachellia. Cette décision a été confirmée lors du Congrès de 2011.
Dans sa nouvelle circonscription, le genre Acacia (désormais presque limité aux espèces australiennes) est subdivisé en sept sous-genres : Alatae, Botrycephalae, Juliflorae, Lycopodiifoliae, Plurinerves, Phyllodinae et Pulchellae. Les autres espèces, distribuées dans l'Océan Indien, l'Asie tropicale et l'Amérique tropicale sont désormais classées dans les genres :  
- Vachellia (ex-sous-genre Acacia) : 163 espèces (pantropicales)
- Senegalia (ex-sous-genre Aculeiferum) : 203 espèces (pantropicales)
- Acaciella (ex-sous-genre Aculeiferum section Filicinae) : 15 espèces (Amériques)
- Mariosousa : 13 espèces, dont Acacia coulteri et  12 espèces apparentées (Amériques)

Deux acacias australiens ont été reclassés dans Vachellia, et deux autres dans Senegalia.

## Liste des espèces
La liste ci-dessous est celle des espèces du genre Acacia sensu stricto. Pour les espèces transférées dans d'autres genres, voir  Acaciella, Mariosousa, Senegalia et Vachellia.

### Sous-genreAlatae

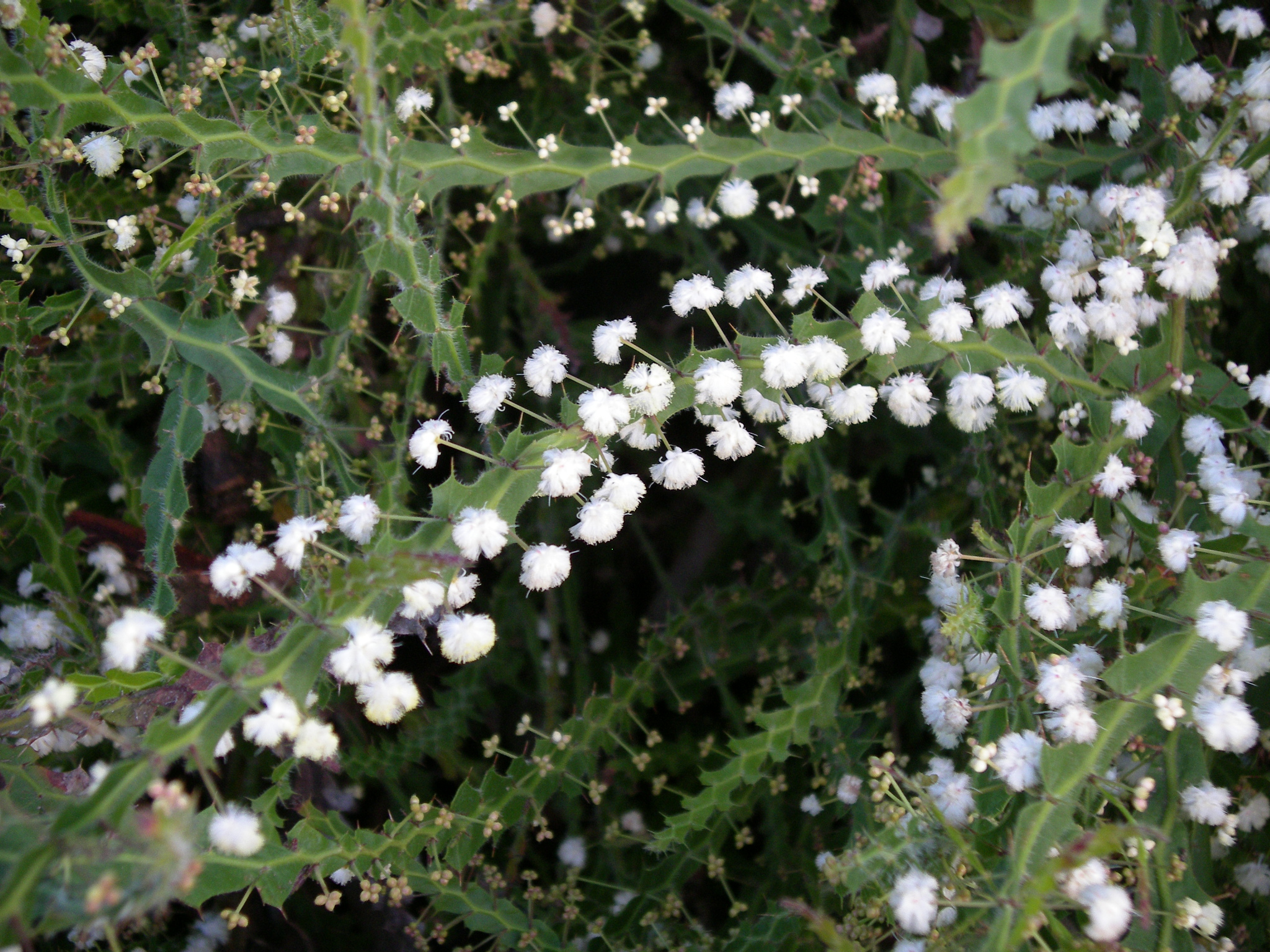
Acacia alata.

- Acacia aemula
  - subsp. aemula
  - subsp. muricata
- Acacia alata
  - var. alata
  - var. biglandulosa
  - var. genuina
  - var. glabrata
  - var. platyptera
  - var. tetrantha
- Acacia anomala
- Acacia aphylla
- Acacia applanata
- Acacia ataxiphylla
  - subsp. ataxiphylla
  - subsp. magna
- Acacia bifaria
- Acacia carens
- Acacia cerastes
- Acacia continua
- Acacia cummingiana
- Acacia daviesioides
- Acacia glaucoptera
- Acacia incurva
- Acacia pterocaulon
- Acacia restiacea
- Acacia spinescens
- Acacia stenoptera
- Acacia tetragonocarpa
- Acacia trigonophylla
- Acacia volubilis
- Acacia willdenowiana
- Acacia woodmaniorum

### Sous-genreBotrycephalae

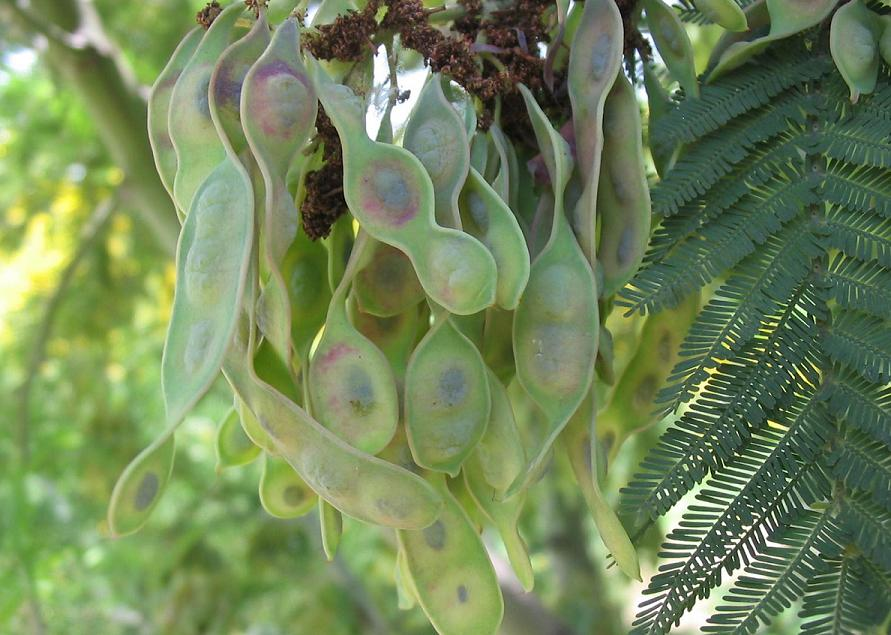
Acacia dealbata.

- Acacia alaticaulis
- Acacia argentina
- Acacia baileyana
- Acacia blayana
- Acacia cangaiensis
- Acacia cardiophylla
- Acacia chinchillensis
- Acacia chrysotricha
- Acacia constablei
- Acacia dangarensis
- Acacia dealbata
  - subsp. dealbata
  - subsp. subalpina
- Acacia deanei
  - subsp. deanei
  - subsp. paucijuga
- Acacia debilis
- Acacia decurrens
- Acacia elata
- Acacia filicifolia
- Acacia fulva
- Acacia glaucocarpa
- Acacia irrorata
  - subsp. irrorata
  - subsp. velutinella
- Acacia jonesii
- Acacia kulnurensis
- Acacia latisepala
- Acacia leptoclada
- Acacia leucoclada
  - subsp. argentifolia
  - subsp. leucoclada
- Acacia loroloba
- Acacia mearnsii
- Acacia mitchellii
- Acacia mollifolia
- Acacia muelleriana
- Acacia nanodealbata
- Acacia olsenii
- Acacia oshanesii
- Acacia parramattensis
- Acacia parvipinnula
- Acacia pedleyi
- Acacia polybotrya
- Acacia pruinosa
- Acacia pubescens
- Acacia schinoides
- Acacia silvestris
- Acacia spectabilis
- Acacia storyi
- Acacia terminalis
  - subsp. angustifolia
  - subsp. aurea
  - subsp. longiaxialis
  - subsp. terminalis
- Acacia trachyphloia

### Sous-genreJuliflorae
- Acacia abbatiana
- Acacia abbreviata
- Acacia aciphylla
  - var. aciphylla
  - var. leptostachys
- Acacia acradenia
- Acacia acuminata
  - subsp. acuminata
  - subsp. burkittii
  - var. ciliata
  - var. glaucescens
  - var. latifolia
- Acacia adsurgens
- Acacia alpina
- Acacia amentifera
- Acacia ammobia
- Acacia ampliata
- Acacia anastema

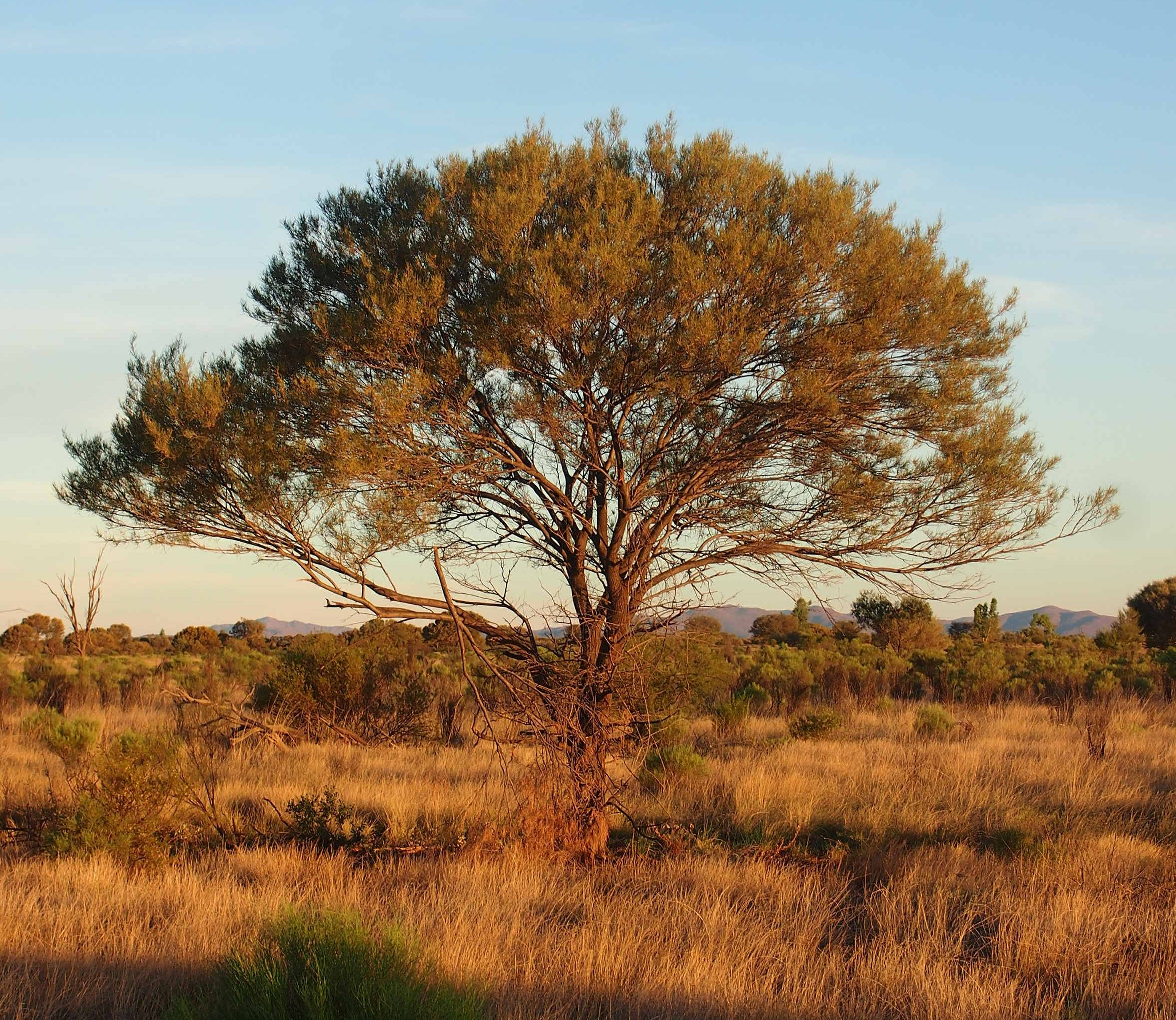
Acacia aneura.

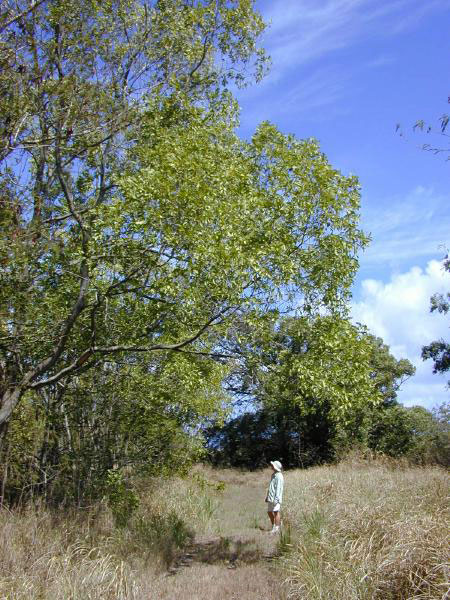
Acacia auriculiformis.

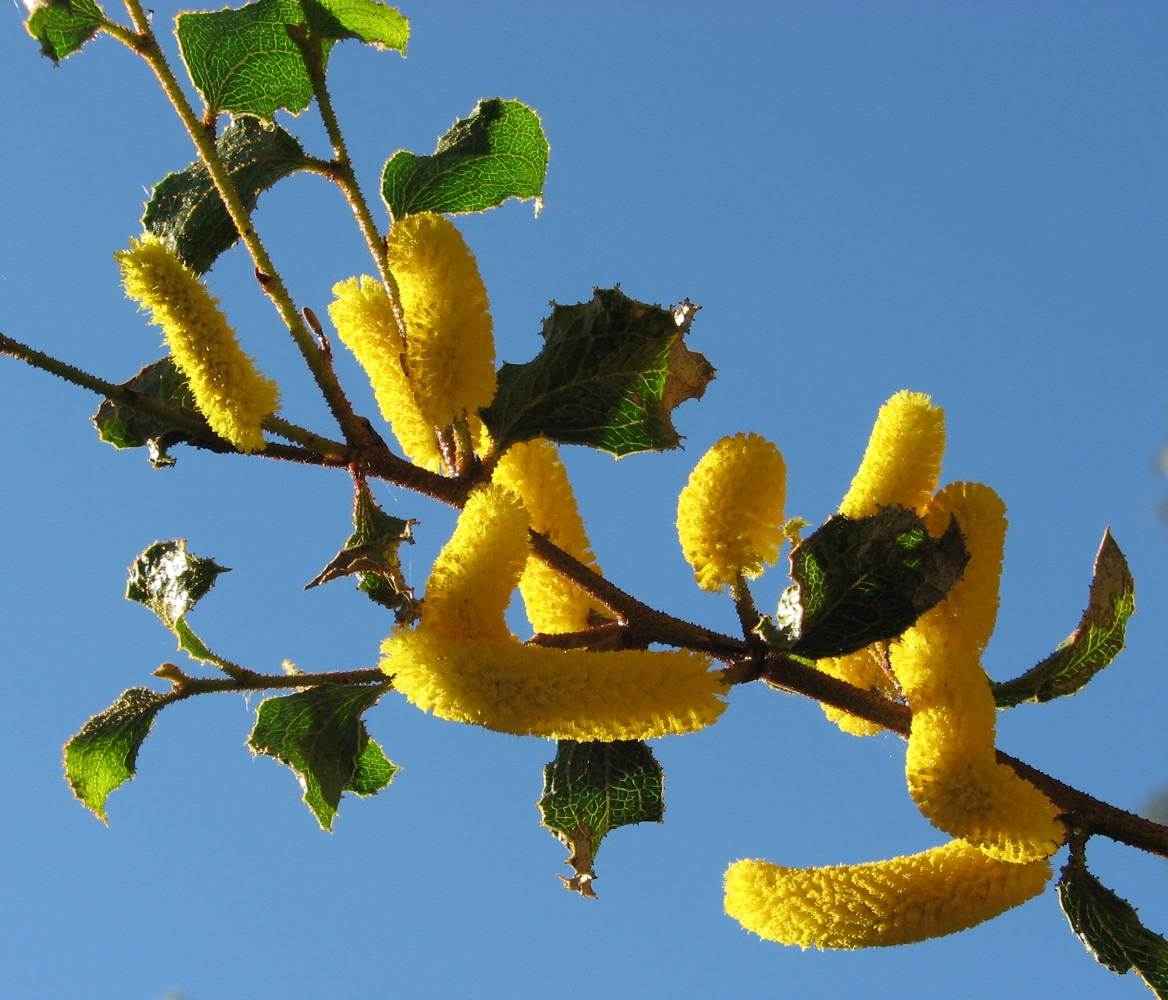
Acacia denticulosa.

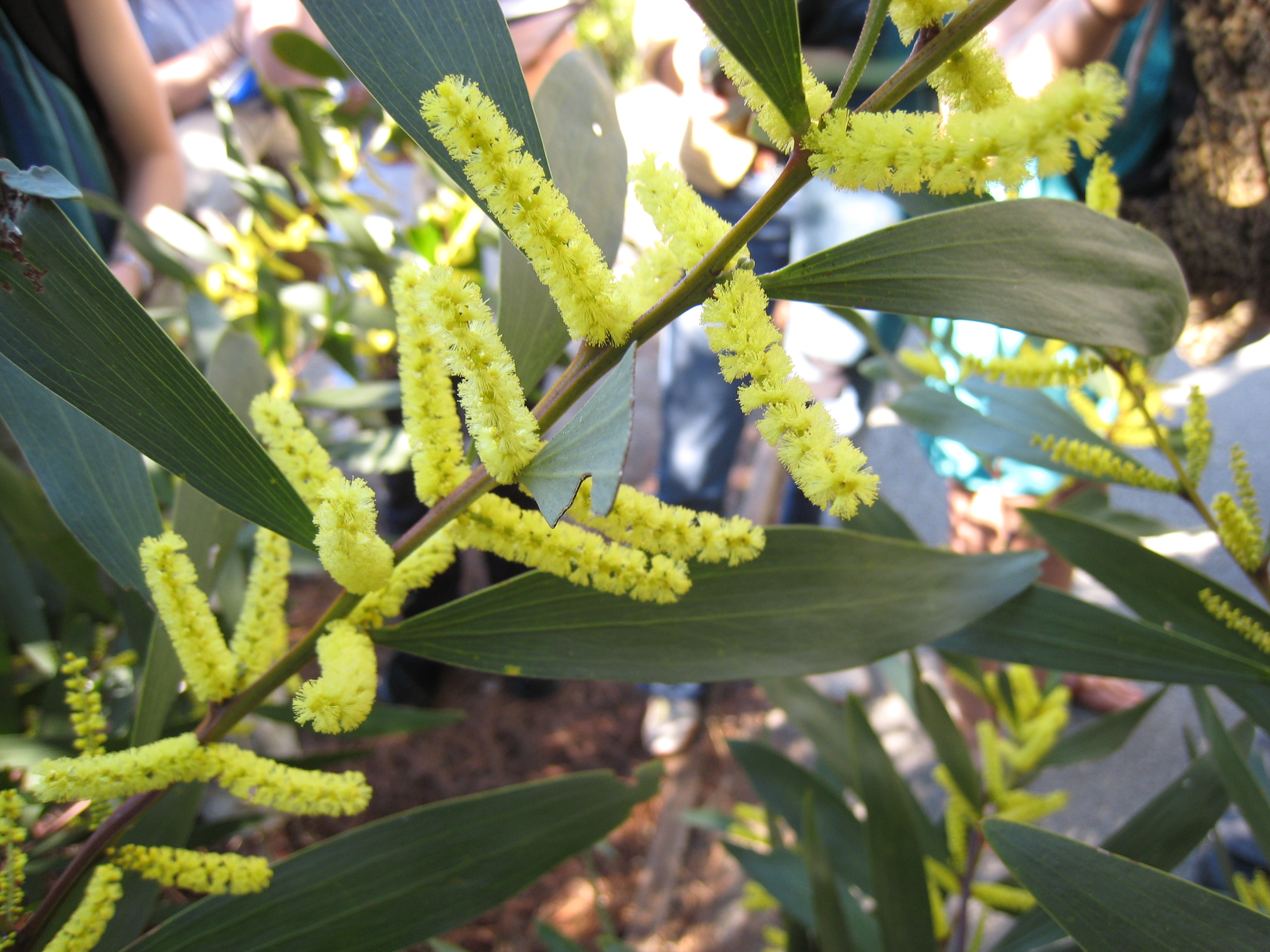
Acacia longifolia.

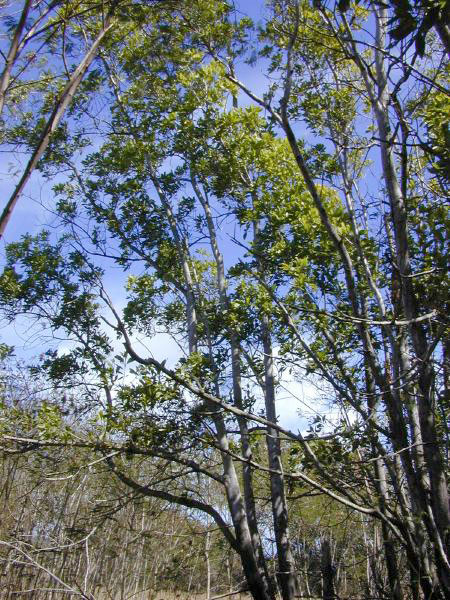
Acacia mangium.

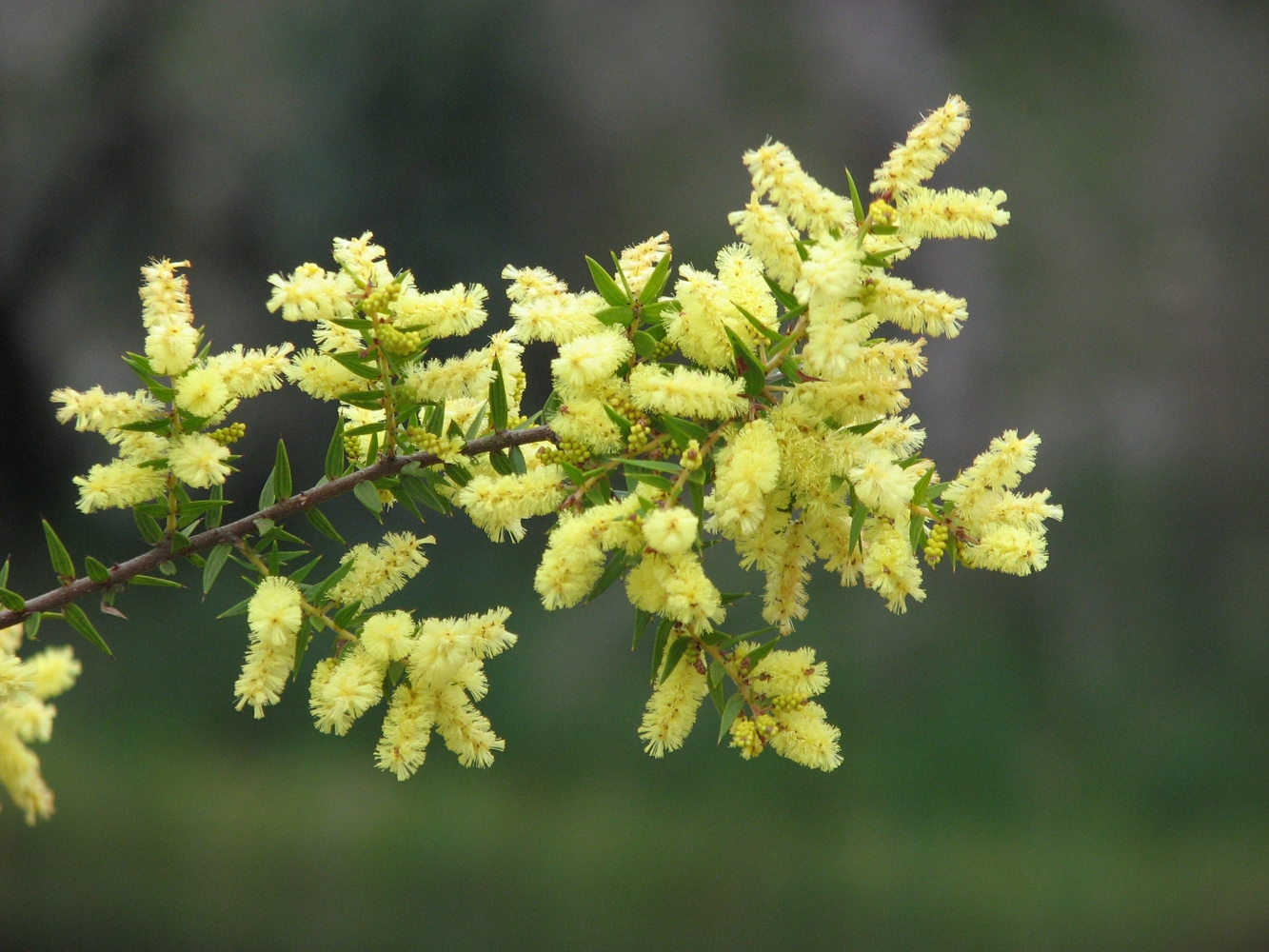
Acacia oxycedrus.

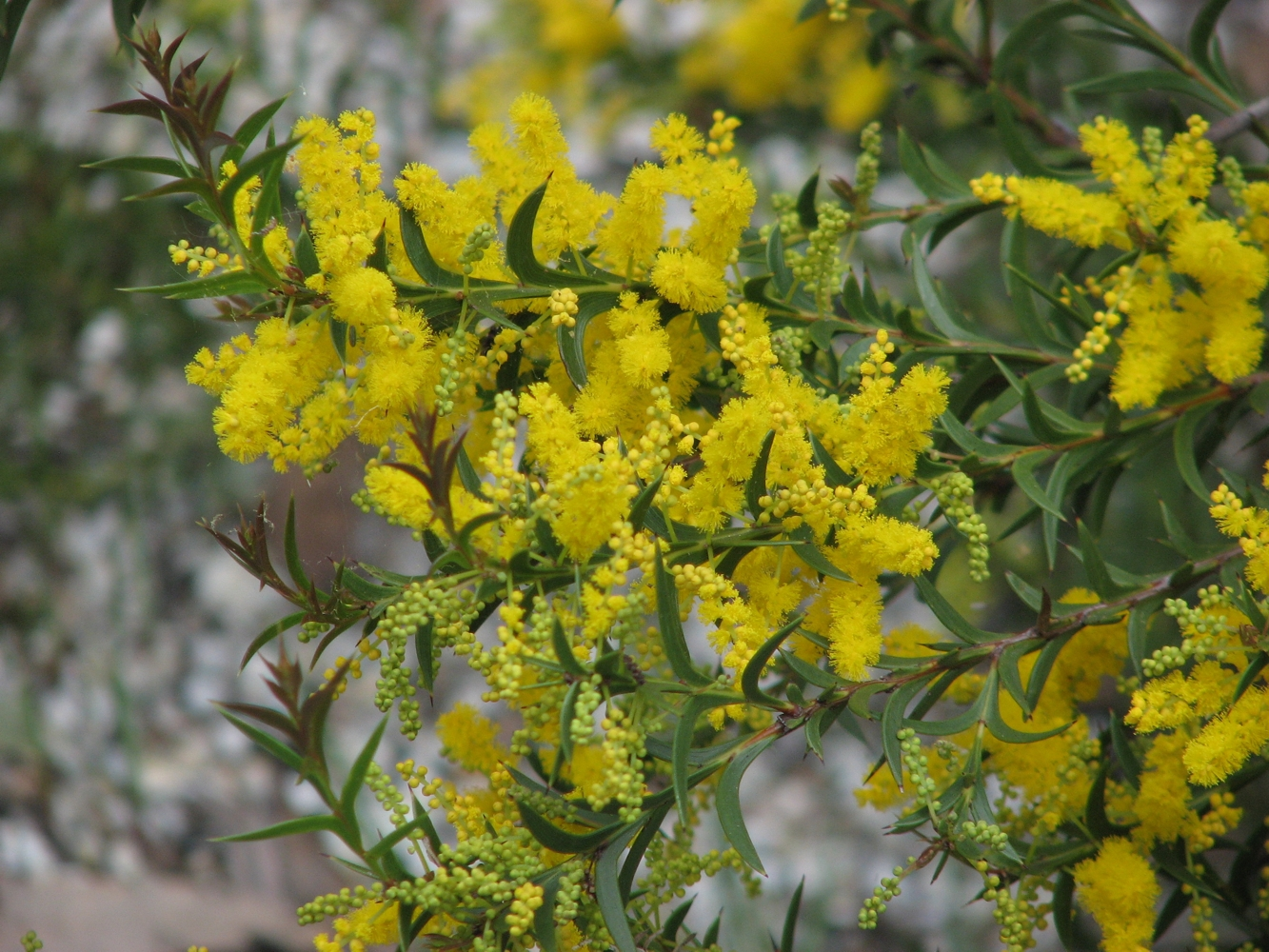
Acacia triptera.

- Acacia anastomosa Maslin, M.D.Barrett & R.L.Barrett[7]
- Acacia ancistrocarpa
- Acacia aneura
  - Acacia aneura var. aneura
  - Acacia aneura var. argentea
  - Acacia aneura var. fuliginea
  - Acacia aneura var. intermedia
  - Acacia aneura var. macrocarpa
  - Acacia aneura var. major
  - Acacia aneura var. microcarpa
  - Acacia aneura var. pilbarana
  - Acacia aneura var. tenuis
- Acacia aprepta
- Acacia aprica
- Acacia aptaneura
- Acacia arcuatilis
- Acacia areolata
- Acacia argyraea
- Acacia arida
- Acacia armitii
- Acacia atkinsiana
- Acacia atopa
- Acacia aulacocarpa
  - var. aulacocarpa
  - var. brevifolia
  - var. fruticosa
  - var. macrocarpa
- Acacia auriculiformis
- Acacia axillaris
  - var. axillaris
  - var. macrophylla
- Acacia ayersiana
  - var. ayersiana
  - var. latifolia
- Acacia barakulensis
- Acacia beauverdiana
- Acacia binervia
- Acacia blakei
  - subsp. blakei
  - subsp. diphylla
- Acacia brachystachya
- Acacia brassii
- Acacia brockii
- Acacia bromilowiana
- Acacia bulgaensis
- Acacia burdekensis
- Acacia burkittii
- Acacia burrowii
- Acacia burrowsiana
- Acacia caesaneura
- Acacia calligera
- Acacia calyculata
- Acacia camptocarpa Maslin, M.D.Barrett & R.L.Barrett[7]
- Acacia caroleae
- Acacia cataractae
- Acacia catenulata
  - subsp. catenulata
  - subsp. occidentalis
- Acacia celsa
- Acacia cheelii
- Acacia chisholmii
- Acacia chrysochaeta
- Acacia cincinnata
- Acacia citrinoviridis
- Acacia clelandii
- Acacia cochlocarpa
  - subsp. cochlocarpa
  - subsp. velutinosa
- Acacia cockertoniana
- Acacia colei
  - var. colei
  - var. ileocarpa
- Acacia concurrens
- Acacia conjunctifolia
- Acacia conniana
- Acacia conspersa
- Acacia coolgardiensis
  - subsp. coolgardiensis
  - subsp. effusa
  - subsp. latior
- Acacia courtii
- Acacia cowleana
- Acacia cracentis
- Acacia craspedocarpa
- Acacia crassa
  - subsp. crassa
  - subsp. longicoma
- Acacia crassicarpa
- Acacia cretata
- Acacia curranii
- Acacia cuthbertsonii
  - subsp. cuthbertsonii
  - subsp. linearis
- Acacia cyclocarpa Maslin, M.D.Barrett & R.L.Barrett[7]
- Acacia cylindrica
- Acacia cyperophylla
  - var. cyperophylla
  - var. omearana
- Acacia dacrydioides
- Acacia dallachiana
- Acacia delibrata
- Acacia demissa
- Acacia denticulosa
- Acacia derwentiana
- Acacia desertorum
  - var. desertorum
  - var. nudipes
- Acacia desmondii
- Acacia diallaga
- Acacia diastemata Maslin, M.D.Barrett & R.L.Barrett[7]
- Acacia difficilis
- Acacia dimidiata
- Acacia disparrima.
  - subsp. calidestris
  - subsp. disparrima
- Acacia dissimilis
- Acacia distans
- Acacia doratoxylon
- Acacia drepanocarpa
  - subsp. drepanocarpa
  - subsp. latifolia
- Acacia drepanophylla
- Acacia echinuliflora
- Acacia effusa
- Acacia effusifolia
- Acacia elachantha
- Acacia epedunculata
- Acacia ephedroides
- Acacia eriopoda
- Acacia exilis
- Acacia faucium
- Acacia fauntleroyi
- Acacia fecunda
- Acacia filamentosa
- Acacia filifolia
- Acacia filipes
- Acacia floribunda
- Acacia fodinalis
- Acacia fuscaneura
- Acacia gardneri
- Acacia georgensis
- Acacia gibbosa
- Acacia gibsonii
- Acacia gloeotricha
- Acacia gonocarpa
- Acacia gonoclada
- Acacia gracilenta
- Acacia gracillima
- Acacia grandifolia
- Acacia granitica
- Acacia grasbyi
- Acacia guymeri
- Acacia hamersleyensis
- Acacia hammondii
- Acacia helicophylla
- Acacia hemsleyi
- Acacia heteroneura
  - var. heteroneura
  - var. jutsonii
  - var. petila
  - var. prolixa
- Acacia hilliana
- Acacia holosericea
- Acacia hopperiana
- Acacia humifusa
- Acacia hyaloneura
- Acacia incanicarpa
- Acacia incognita
- Acacia incongesta
- Acacia incurvaneura
- Acacia inophloia
- Acacia intorta
- Acacia isoneura
  - subsp. isoneura
  - subsp. nimia
- Acacia jackesiana
- Acacia jamesiana
- Acacia jibberdingensis
- Acacia julifera
  - subsp. curvinervia
  - subsp. gilbertensis
  - subsp. julifera
- Acacia karina
- Acacia kelleri
- Acacia kempeana
- Acacia kerryana
- Acacia kimberleyensis
- Acacia laccata
- Acacia lacertensis
- Acacia lamprocarpa
- Acacia lasiocalyx
- Acacia latifolia
- Acacia latior
- Acacia lazaridis
- Acacia leeuweniana
- Acacia leiocalyx
  - subsp. herveyensis
  - subsp. leiocalyx
- Acacia lentiginea
- Acacia leptocarpa
- Acacia leptophleba
- Acacia leptostachya
- Acacia levata
- Acacia limbata
- Acacia linarioides
- Acacia linophylla
- Acacia lirellata
  - subsp. compressa
  - subsp. lirellata
- Acacia longifolia
  - subsp. longifolia
  - subsp. sophorae
- Acacia longiphyllodinea
- Acacia longispicata
- Acacia longissima
- Acacia lysiphloia
- Acacia macdonnelliensis
  - subsp. macdonnelliensis
  - subsp. teretifolia
- Acacia macraneura
- Acacia maidenii
- Acacia malloclada
- Acacia mangium
- Acacia matthewii
- Acacia megalantha
- Acacia meiosperma
- Acacia merinthophora
- Acacia microneura
- Acacia midgleyi
- Acacia minyura
- Acacia mountfordiae
- Acacia mucronata
  - subsp. dependens
  - subsp. longifolia
  - subsp. mucronata
- Acacia mulganeura
- Acacia multispicata
- Acacia multistipulosa
- Acacia nesophila
- Acacia neurocarpa
- Acacia neurophylla
  - subsp. erugata
  - subsp. neurophylla
- Acacia obtusifolia
- Acacia oldfieldii
- Acacia olgana
- Acacia oligoneura
- Acacia oncinocarpa
- Acacia oncinophylla
  - subsp. oncinophylla
  - subsp. patulifolia
- Acacia orites
- Acacia orthocarpa
- Acacia oxycedrus
- Acacia pachycarpa
- Acacia palustris
- Acacia paraneura
- Acacia paula
- Acacia pellita
- Acacia peregrinalis
- Acacia petraea
- Acacia phacelia Maslin, M.D.Barrett & R.L.Barrett[7]
- Acacia phlebophylla
- Acacia plectocarpa
  - subsp. plectocarpa
  - subsp. tanumbirinensis
- Acacia polyadenia
- Acacia polystachya
- Acacia praetermissa
- Acacia proiantha
- Acacia pteraneura
- Acacia ptychophylla
- Acacia pubifolia
- Acacia pubirhachis
- Acacia pycnostachya
- Acacia quadrimarginea
- Acacia ramulosa
  - var. linophylla
  - var. ramulosa
- Acacia repanda
- Acacia resinimarginea
- Acacia retinervis
- Acacia rhigiophylla
- Acacia rhodophloia
- Acacia rhodoxylon
- Acacia riceana
- Acacia richardsii
- Acacia rigescens
- Acacia rubricaulis
- Acacia scopulorum
- Acacia seclusa
- Acacia sericoflora
- Acacia sessilispica
- Acacia shirleyi
- Acacia sibina
- Acacia sibirica
- Acacia signata
- Acacia singula
- Acacia solenota
- Acacia spania
- Acacia sparsiflora
- Acacia spirorbis
  - subsp. solandri
  - subsp. spirorbis
- Acacia stanleyi
- Acacia stereophylla
  - var. cylindrata
  - var. stereophylla
- Acacia stigmatophylla
- Acacia stipuligera
- Acacia striatifolia
- Acacia subcontorta
- Acacia subtessarogona
- Acacia subtilinervis
- Acacia sulcaticaulis
- Acacia symonii
- Acacia synantha Maslin, M.D.Barrett & R.L.Barrett[7]
- Acacia synoria
- Acacia tarculensis
- Acacia tenuinervis
- Acacia tenuispica
- Acacia tenuissima
- Acacia tetraneura
- Acacia thoma
- Acacia thomsonii
- Acacia tingoorensis
- Acacia torulosa
- Acacia trachycarpa
- Acacia tratmaniana
- Acacia triptera
- Acacia tropica
- Acacia tumida
  - var. extenta
  - var. kulparn
  - var. pilbarensis
  - var. tumida
- Acacia umbellata
- Acacia umbraculiformis
- Acacia undoolyana
- Acacia verticillata
  - subsp. cephalantha
  - subsp. ovoidea
  - subsp. ruscifolia
  - subsp. verticillata
- Acacia wanyu
- Acacia websteri
- Acacia wetarensis
- Acacia whitei
- Acacia wickhamii
  - subsp. cassitera
  - subsp. wickhamii
- Acacia williamsiana
- Acacia willingii
- Acacia xanthocarpa
- Acacia xiphophylla
- Acacia yorkrakinensis
  - subsp. acrita
  - subsp. yorkrakinensis

### Sous-genreLycopodiifoliae
- Acacia adoxa
  - var. adoxa
  - var. subglabra
- Acacia anasilla
- Acacia asperulacea
- Acacia baueri
  - subsp. aspera
  - subsp. baueri
- Acacia capillaris
- Acacia chippendalei
- Acacia claviseta Maslin, M.D.Barrett & R.L.Barrett[7]
- Acacia dimorpha Maslin, M.D.Barrett & R.L.Barrett[7]
- Acacia galioides
- Acacia hippuroides
- Acacia hypermeces
- Acacia longipedunculata
- Acacia lycopodiifolia
- Acacia mitodes
- Acacia orthotricha
- Acacia perryi
- Acacia porcata
- Acacia prolata Maslin, M.D.Barrett & R.L.Barrett[7]
- Acacia repens
- Acacia smeringa
- Acacia spondylophylla
- Acacia zatrichota

### Sous-genrePhyllodineae

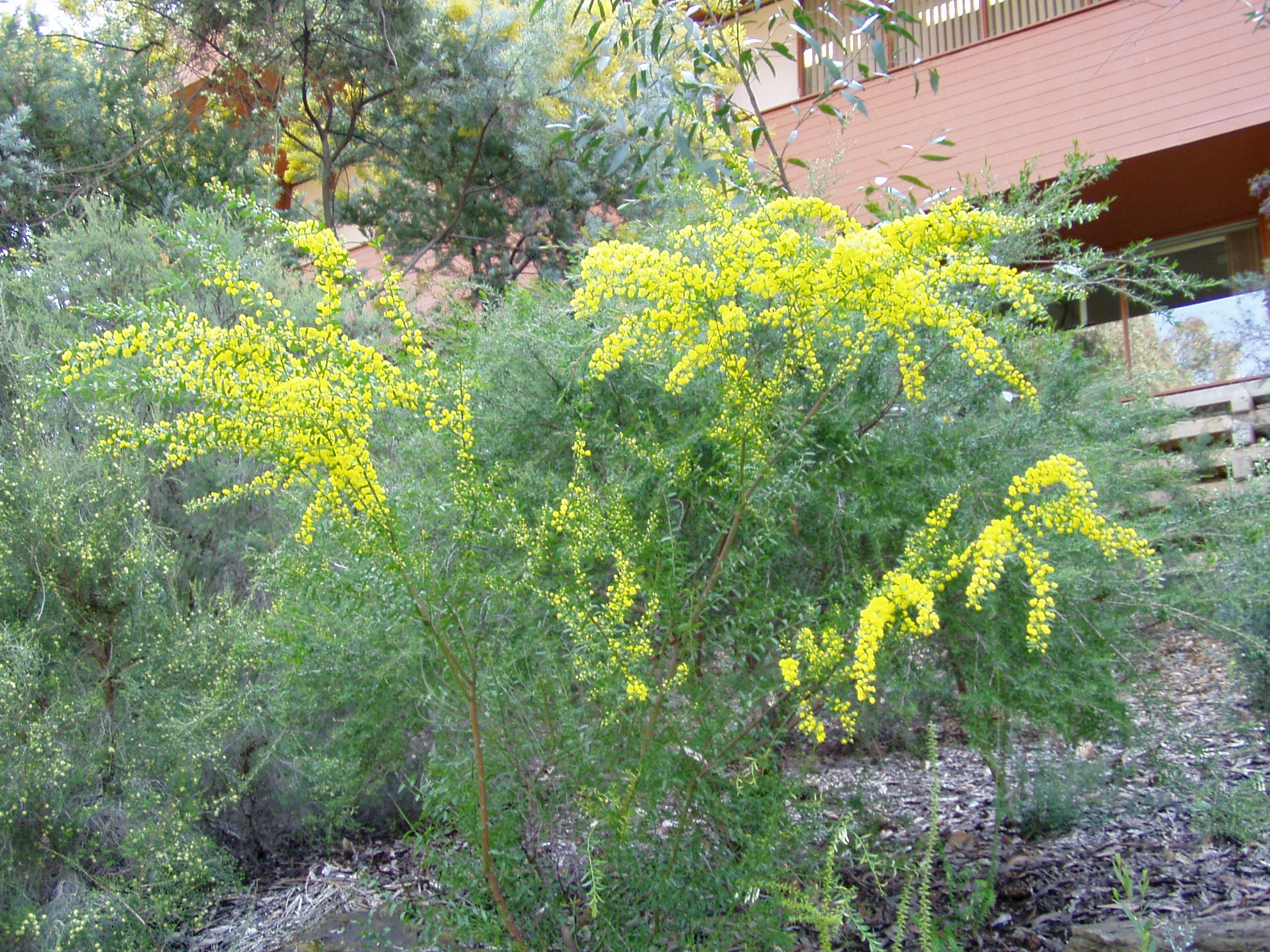
Acacia acinacea.

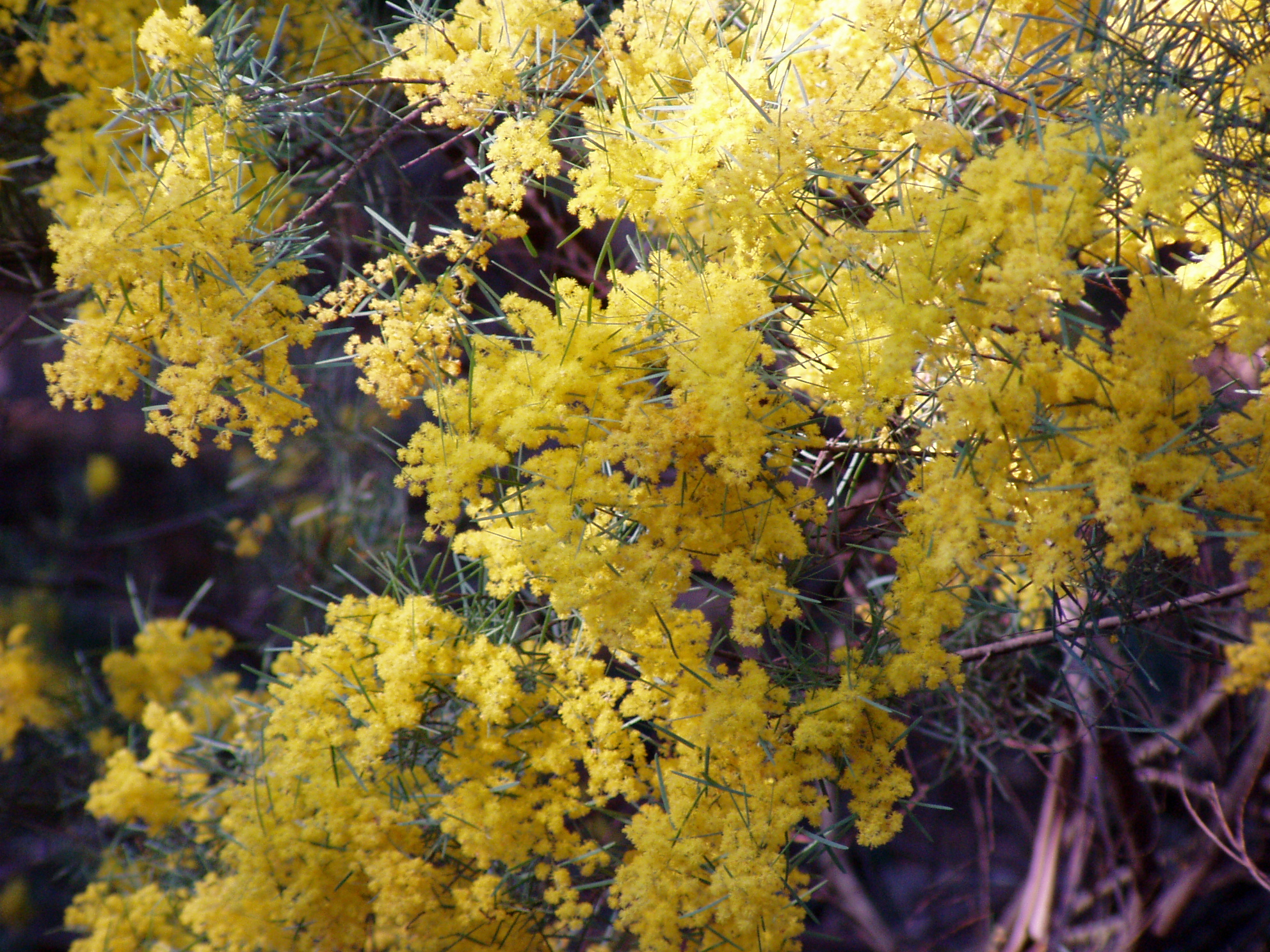
Acacia boormanii.

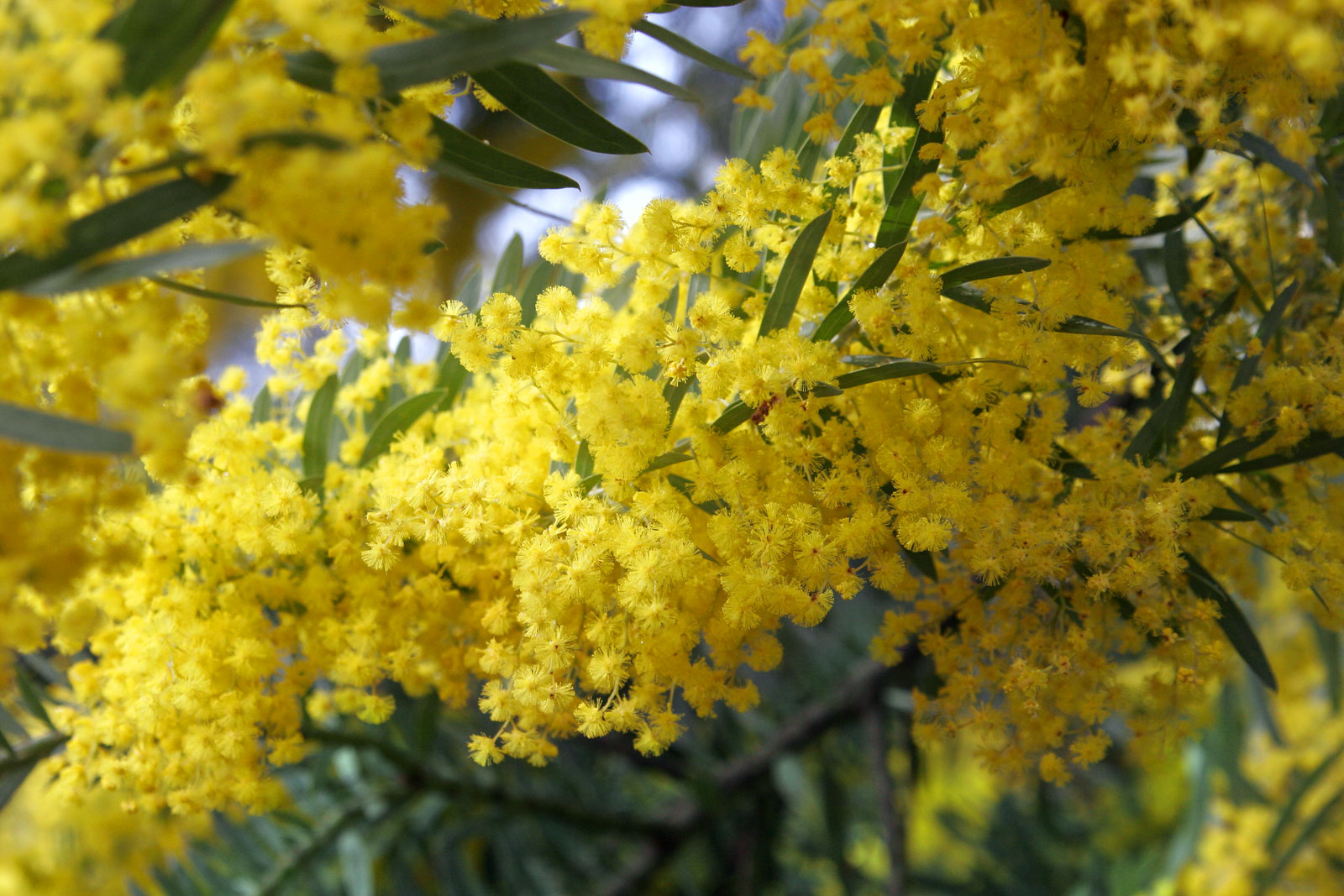
Acacia covenyi.

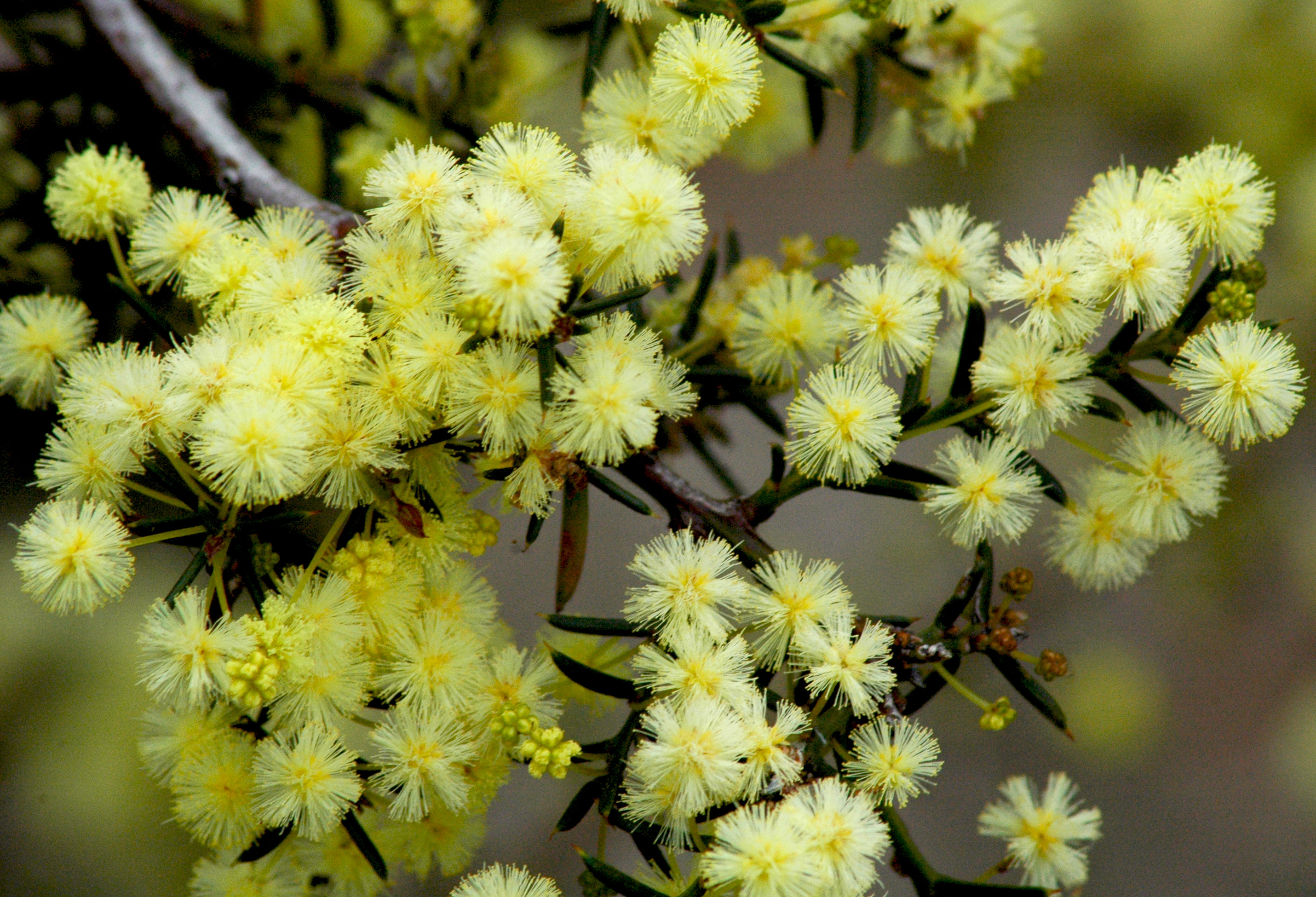
Acacia genistifolia.

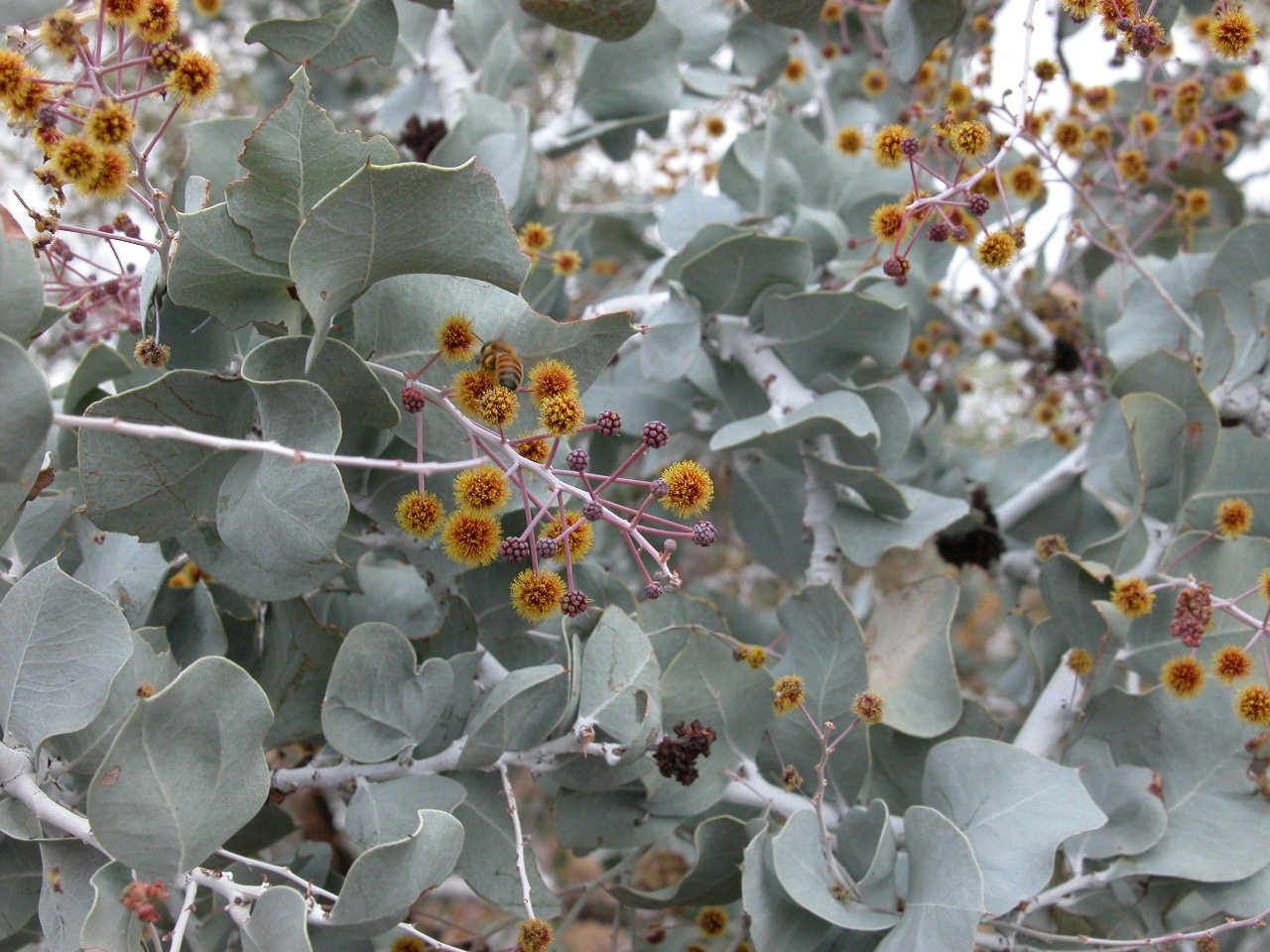
Acacia inaequilatera.

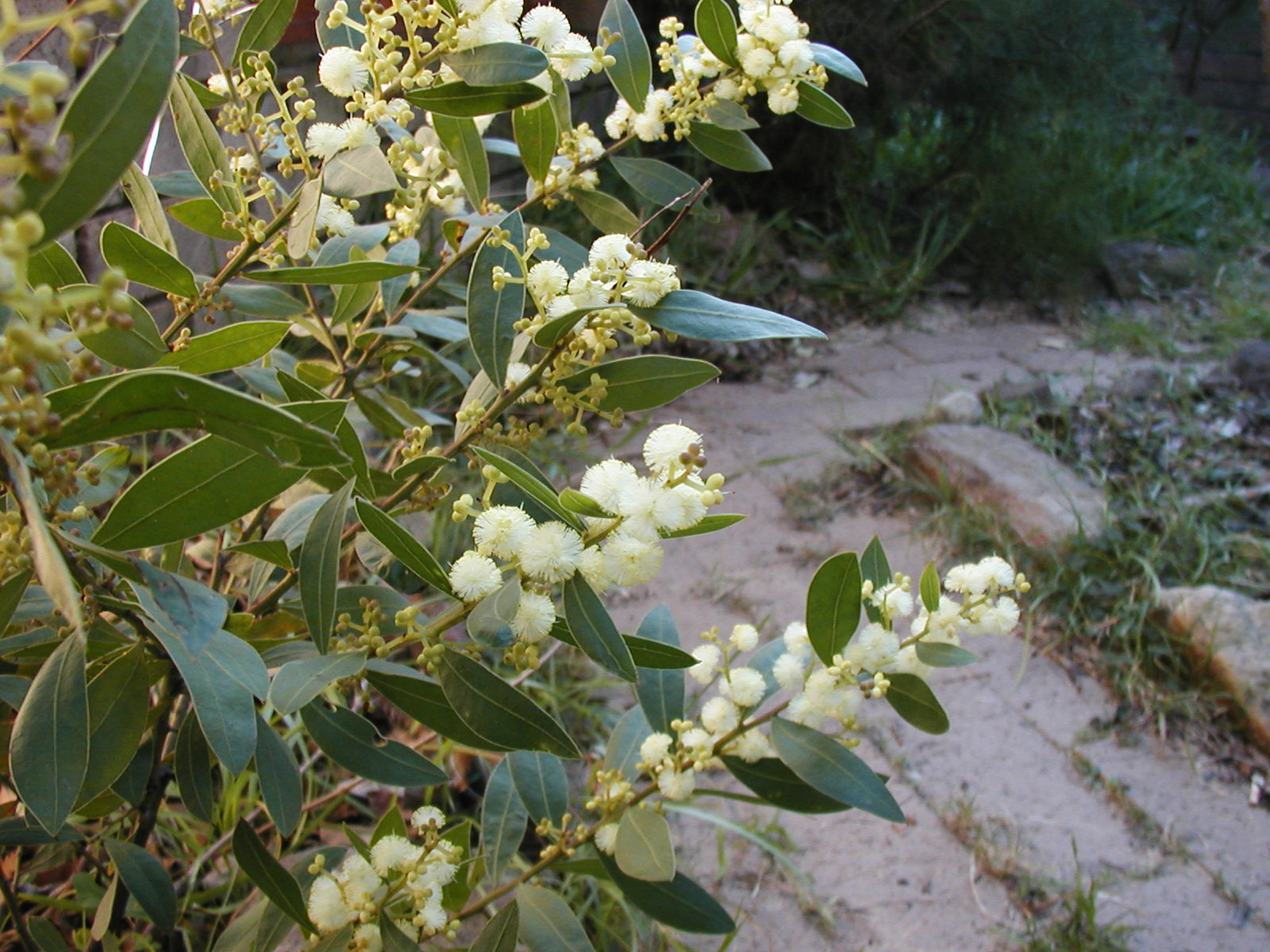
Acacia myrtifolia

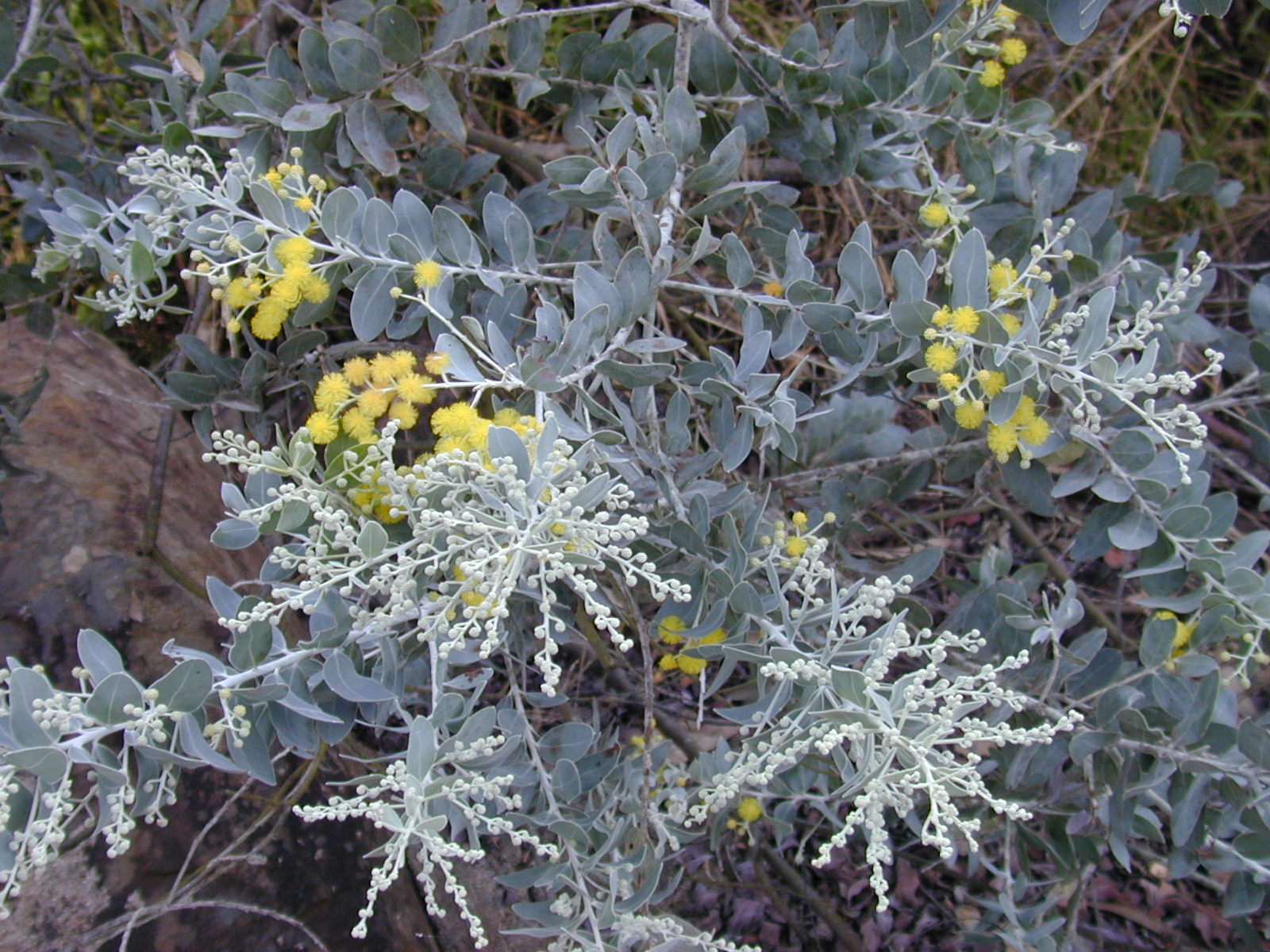
Acacia podalyriifolia.

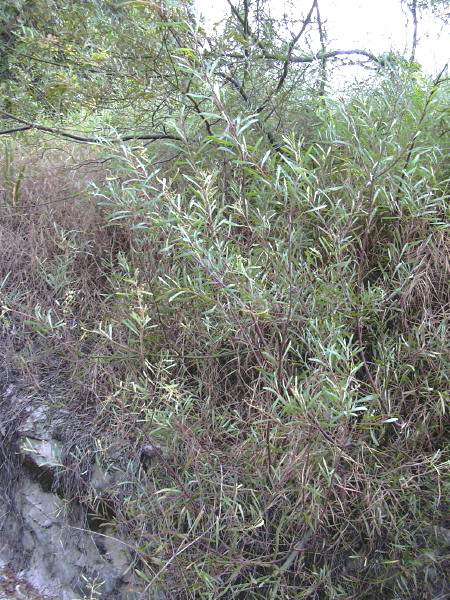
Acacia retinodes.

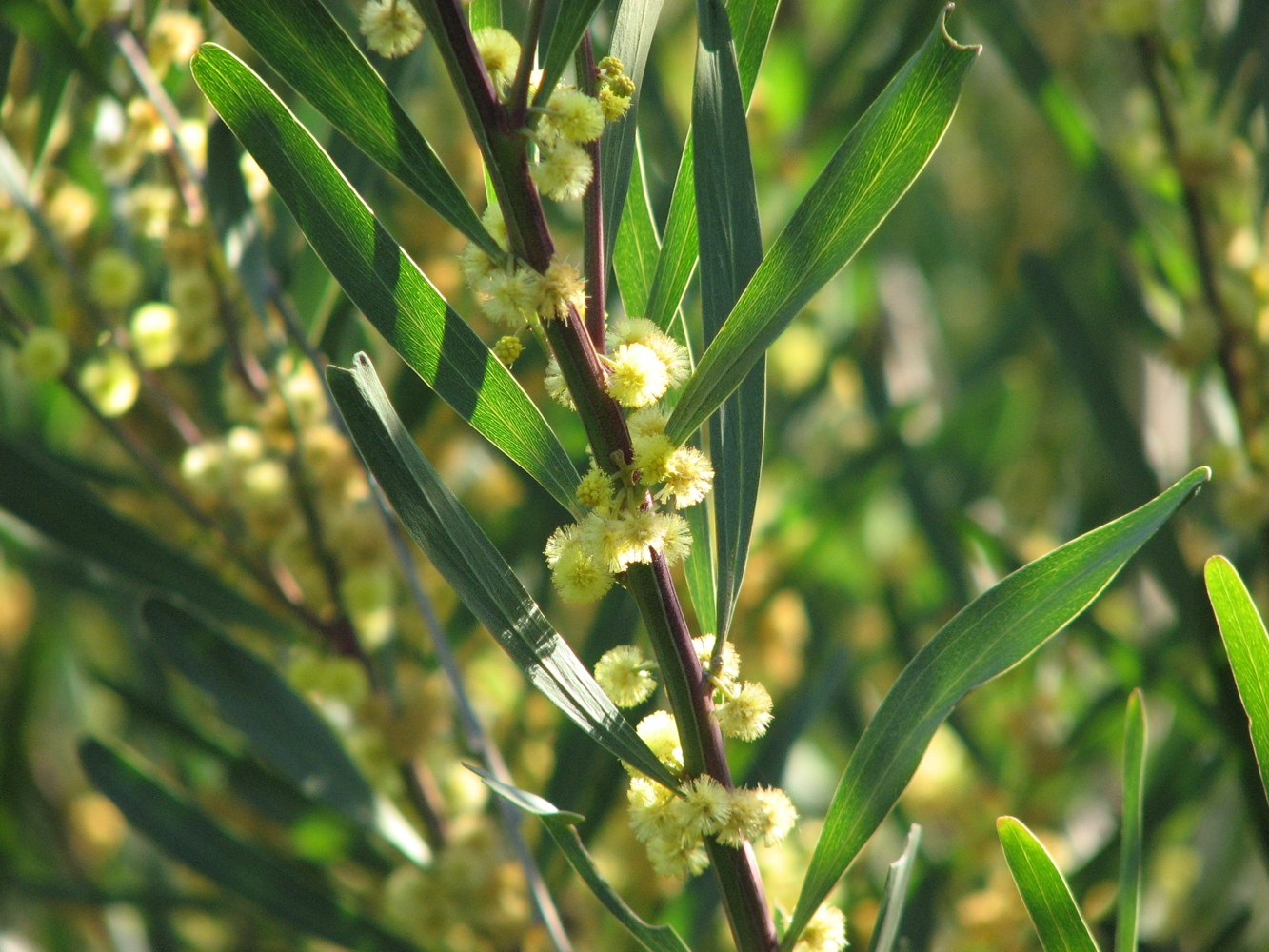
Acacia stricta.

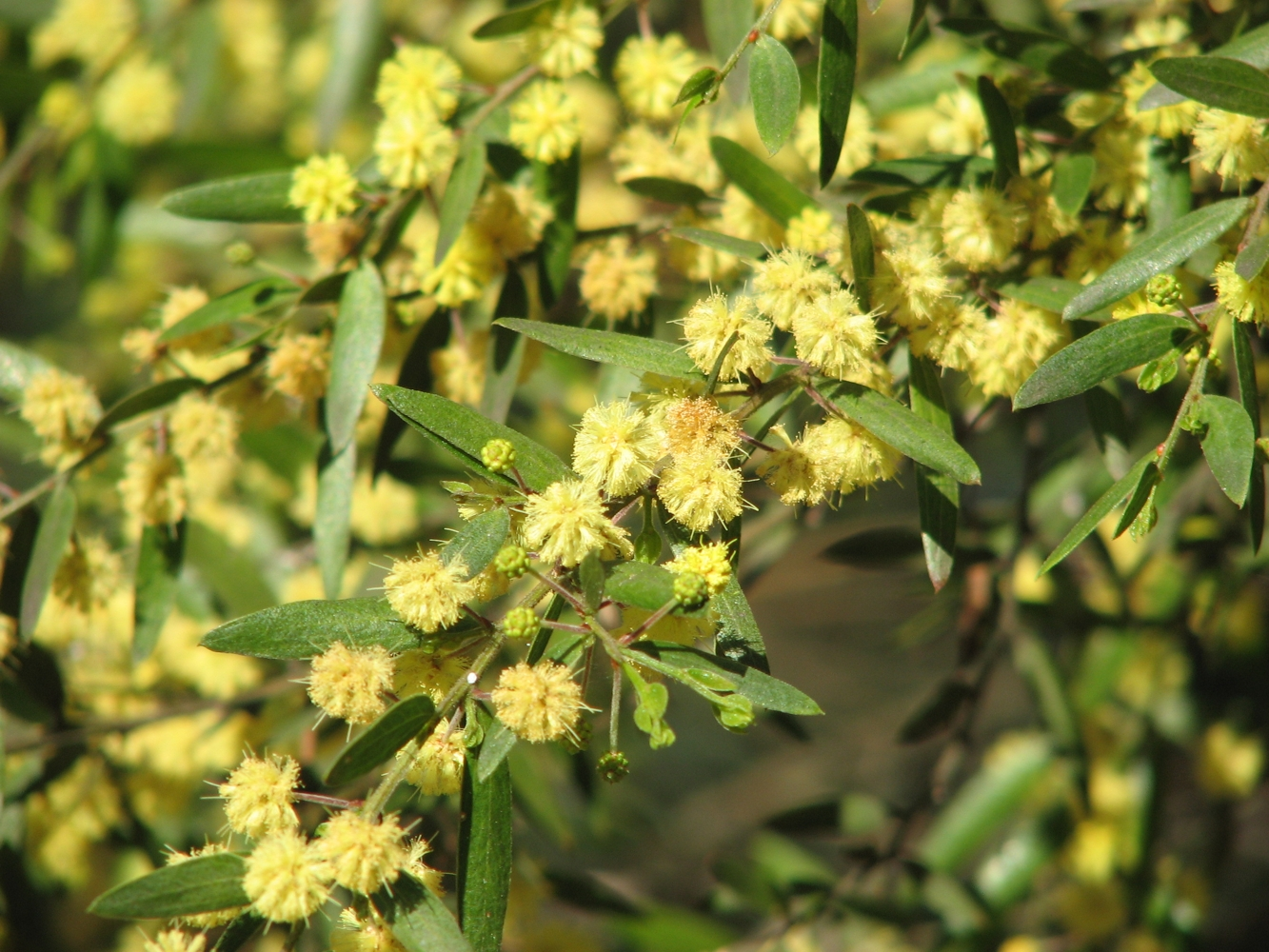
Acacia verniciflua.

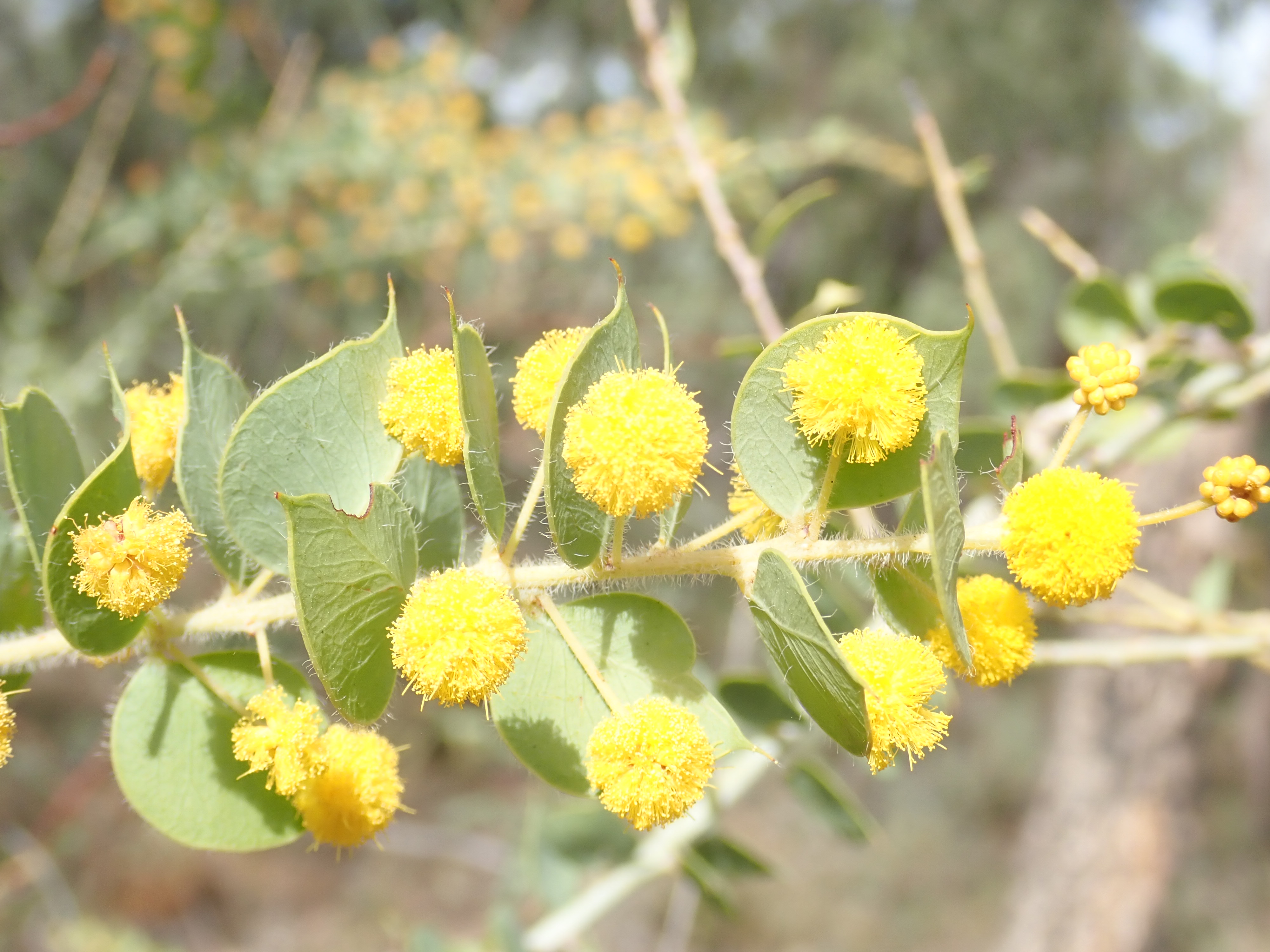
Acacia sertiformis.

- Acacia acanthaster
- Acacia acanthoclada
  - subsp. acanthoclada
  - subsp. glaucescens
- Acacia acinacea
  - var. acinacea
  - var. brevipedunculata
- Acacia acoma
- Acacia acrionastes
- Acacia acuaria
- Acacia aculeatissima
- Acacia aculeiformis
- Acacia acutata
- Acacia adinophylla
- Acacia adunca
- Acacia aestivalis
- Acacia alcockii
- Acacia alexandri
- Acacia alleniana
- Acacia amblygona
- Acacia amblyophylla
- Acacia amoena
- Acacia ampliceps
- Acacia anceps
- Acacia andrewsii
- Acacia angusta
- Acacia anthochaera
- Acacia aphanoclada
- Acacia araneosa
- Acacia arbiana
- Acacia argutifolia
- Acacia argyrophylla
- Acacia aristulata
- Acacia asepala
- Acacia ashbyae
- Acacia asparagoides
- Acacia aspera
  - subsp. aspera
  - subsp. parviceps
- Acacia atrox
  - subsp. atrox
  - subsp. planiticola
- Acacia attenuata
- Acacia aureocrinita
- Acacia auronitens
  - var. auronitens
  - var. mollis
- Acacia ausfeldii
- Acacia bancroftiorum
- Acacia barbinervis
  - subsp. barbinervis
  - subsp. borealis
- Acacia barringtonensis
- Acacia basedowii
- Acacia baxteri
- Acacia beadleana
- Acacia beckleri
  - subsp. beckleri
  - subsp. megaspherica
- Acacia betchei
- Acacia bidentata
  - var. australis
  - var. bidentata
  - var. pubescens
- Acacia biflora
- Acacia binata
- Acacia binervata
- Acacia bivenosa
- Acacia blakelyi
- Acacia blaxellii
- Acacia boormanii
- Acacia botrydion
- Acacia brachybotrya
- Acacia brachycarpa
- Acacia brachyclada
- Acacia bracteolata
- Acacia brownii
- Acacia brumalis
- Acacia brunioides
  - subsp. brunioides
  - subsp. granitica
- Acacia burbidgeae
- Acacia buxifolia
  - subsp. buxifolia
  - subsp. pubiflora
- Acacia caerulescens
- Acacia caesiella
- Acacia calamifolia
- Acacia calantha
- Acacia calcarata
- Acacia camptoclada
- Acacia carneorum
- Acacia carnosula
- Acacia castanostegia
- Acacia cedroides
- Acacia celastrifolia
- Acacia centrinervia
- Acacia chalkeri
- Acacia chamaeleon
- Acacia chartacea
- Acacia chrysella
- Acacia chrysocephala
- Acacia clandullensis
- Acacia clunies-rossiae
- Acacia clydonophora
- Acacia concolorans
- Acacia conferta
- Acacia confluens
- Acacia congesta
  - subsp. cliftoniana
  - subsp. congesta
  - subsp. wonganensis
- Acacia costata
- Acacia costiniana
- Acacia covenyi
- Acacia crassistipula
- Acacia crassiuscula
- Acacia crassuloides
- Acacia cremiflora
- Acacia cretacea
- Acacia crispula
- Acacia crombiei
- Acacia cultriformis
- Acacia cuneifolia
- Acacia cupularis
- Acacia cuspidifolia
- Acacia daphnifolia
- Acacia daviesii
- Acacia decora
- Acacia deficiens
- Acacia delphina
- Acacia dempsteri
- Acacia dentifera
- Acacia dermatophylla
- Acacia deuteroneura
- Acacia diaphana
- Acacia diaphyllodinea
- Acacia dictyocarpa
- Acacia dictyophleba
- Acacia didyma
- Acacia dietrichiana
- Acacia difformis
- Acacia dilatata
- Acacia diminuta
- Acacia disticha
- Acacia divergens
- Acacia dodonaeifolia
- Acacia dorothea
- Acacia dorsenna
- Acacia durabilis
- Acacia echinula
- Acacia ensifolia
- Acacia eremophiloides
- Acacia ericifolia
- Acacia ericksoniae
- Acacia erinacea
- Acacia erioclada
- Acacia errabunda
- Acacia euthycarpa
  - subsp. euthycarpa
  - subsp. oblanceolata
- Acacia euthyphylla
- Acacia evenulosa
- Acacia everistii
- Acacia excentrica
- Acacia exocarpoides
- Acacia extensa
- Acacia exudans
- Acacia falcata
- Acacia falciformis
- Acacia fasciculifera
- Acacia ferocior
- Acacia fimbriata
- Acacia flabellifolia
- Acacia flagelliformis
- Acacia flexifolia
- Acacia flocktoniae
- Acacia floydii
- Acacia forrestiana
- Acacia forsythii
- Acacia gelasina
- Acacia genistifolia
- Acacia gillii
- Acacia gittinsii
- Acacia gladiiformis
- Acacia glandulicarpa
- Acacia glaucissima
- Acacia glaucocaesia
- Acacia glutinosissima
- Acacia gnidium
- Acacia gonophylla
- Acacia gordonii
- Acacia graniticola
- Acacia gregorii
- Acacia gunnii
- Acacia hakeoides
- Acacia halliana
- Acacia hamiltoniana
- Acacia handonis
- Acacia harveyi
- Acacia hastulata
- Acacia hemiteles
- Acacia hendersonii
- Acacia heterochroa
  - subsp. heterochroa
  - subsp. robertii
- Acacia hispidula
- Acacia hockingsii
- Acacia holotricha
- Acacia horridula
- Acacia howittii
- Acacia hubbardiana
- Acacia huegelii
- Acacia hystrix
  - subsp. continua
  - subsp. hystrix
- Acacia idiomorpha
- Acacia imbricata
- Acacia imitans
- Acacia imparilis
- Acacia improcera
- Acacia inaequilatera
- Acacia inaequiloba
- Acacia inamabilis
- Acacia incrassata
- Acacia infecunda
- Acacia ingramii
- Acacia ingrata
- Acacia inops
- Acacia insolita
  - subsp. efoliolata
  - subsp. insolita
  - subsp. recurva
- Acacia intricata
- Acacia islana
- Acacia iteaphylla
- Acacia ixodes
- Acacia jacksonioides
- Acacia jasperensis
- Acacia jennerae
- Acacia jensenii
- Acacia johnsonii
- Acacia jucunda
- Acacia juncifolia
- Acacia kettlewelliae
- Acacia kochii
- Acacia kybeanensis
- Acacia kydrensis
- Acacia lachnophylla
- Acacia lanceolata
- Acacia laricina
  - var. crassifolia
  - var. laricina
- Acacia lauta
- Acacia leichhardtii
- Acacia leiophylla
- Acacia leprosa
  - var. crassipoda
  - var. graveolens
  - var. leprosa
  - var. magna
  - var. uninervia
- Acacia leptalea
- Acacia leptopetala
- Acacia leptospermoides
  - subsp. leptospermoides
  - subsp. obovata
  - subsp. psammophila
- Acacia leucolobia
- Acacia ligulata
- Acacia ligustrina
- Acacia linearifolia
- Acacia lineata
- Acacia linifolia
- Acacia littorea
- Acacia lucasii
- Acacia lullfitziorum
- Acacia lunata
- Acacia mabellae
- Acacia macnuttiana
- Acacia macradenia
- Acacia maitlandii
- Acacia mariae
- Acacia marramamba
- Acacia maxwellii
- Acacia meiantha
- Acacia meisneri
- Acacia melleodora
- Acacia merrallii
- Acacia merrickiae
- Acacia microbotrya
  - var. borealis
  - var. microbotrya
- Acacia microcalyx
- Acacia microcarpa
- Acacia minutissima
- Acacia montana
- Acacia mooreana
- Acacia muriculata
- Acacia murrayana
- Acacia mutabilis
  - subsp. angustifolia
  - subsp. incurva
  - subsp. mutabilis
  - subsp. rhynchophylla
  - subsp. stipulifera
- Acacia myrtifolia
- Acacia nana
- Acacia nanopravissima
- Acacia nematophylla
- Acacia neriifolia
- Acacia nervosa
- Acacia nigripilosa
  - subsp. latifolia
  - subsp. nigripilosa
- Acacia nodiflora
- Acacia notabilis
- Acacia nova-anglica
- Acacia obliquinervia
- Acacia obovata
- Acacia obtusata
- Acacia orbifolia
- Acacia oxyclada
- Acacia pachyacra
- Acacia pachyphylla
- Acacia pachypoda
- Acacia paradoxa
- Acacia pataczekii
- Acacia pedina
- Acacia penninervis
  - var. longiracemosa
  - var. penninervis
- Acacia perangusta
- Acacia peuce
- Acacia phaeocalyx
- Acacia phasmoides
- Acacia phlebopetala
  - var. phlebopetala
  - var. pubescens
- Acacia pickardii
- Acacia piligera
- Acacia pilligaensis
- Acacia plautella
- Acacia podalyriifolia
- Acacia polifolia
- Acacia poliochroa
- Acacia praemorsa
- Acacia prainii—Prain's Wattle
- Acacia pravifolia
- Acacia pravissima
- Acacia pritzeliana
- Acacia profusa
- Acacia prominens
- Acacia provincialis
- Acacia pruinocarpa
- Acacia pubicosta
- Acacia pulviniformis
- Acacia puncticulata
- Acacia purpureopetala
- Acacia pusilla
- Acacia pustula
- Acacia pycnantha
- Acacia pycnocephala
- Acacia pygmaea
- Acacia pyrifolia
  - var. morrisonii
  - var. pyrifolia
- Acacia quadrilateralis
- Acacia quadrisulcata
- Acacia quinquenervia
- Acacia quornensis
- Acacia rendlei
- Acacia resinicostata
- Acacia retinodes
  - var. retinodes
  - var. uncifolia
- Acacia retrorsa
- Acacia rhamphophylla
- Acacia rhetinocarpa
- Acacia rigida
- Acacia rivalis
- Acacia robeorum
- Acacia robiniae
- Acacia rossei
- Acacia rostellata
- Acacia rostellifera
- Acacia rostriformis
- Acacia rubida
- Acacia rubricola
- Acacia rupicola
- Acacia ruppii
- Acacia ryaniana
- Acacia sabulosa
- Acacia saliciformis
- Acacia salicina
- Acacia saligna
- Acacia saxatilis
- Acacia saxicola
- Acacia scabra
- Acacia scalena
- Acacia scalpelliformis
- Acacia scirpifolia
- Acacia scleroclada
- Acacia sclerosperma
  - subsp. glaucescens
  - subsp. sclerosperma
- Acacia sedifolia
  - subsp. pulvinata
  - subsp. sedifolia
- Acacia semiaurea
- Acacia semibinervia
- Acacia semicircinalis
- Acacia semilunata
- Acacia semirigida
- Acacia semitrullata
- Acacia sericocarpa
- Acacia serpentinicola
- Acacia sertiformis
- Acacia sessilis
- Acacia shuttleworthii
- Acacia siculiformis
- Acacia simmonsiana
- Acacia simulans
- Acacia sorophylla
- Acacia spathulifolia
- Acacia sphacelata
  - subsp. recurva
  - subsp. sphacelata
  - subsp. verticillata
- Acacia sphenophylla
- Acacia spilleriana
- Acacia spinosissima
- Acacia splendens
- Acacia spooneri
- Acacia sporadica
- Acacia squamata
- Acacia startii
- Acacia steedmanii
  - subsp. borealis
  - subsp. steedmanii
- Acacia stictophylla
- Acacia stricta
- Acacia strongylophylla
- Acacia suaveolens
- Acacia subcaerulea
- Acacia subrigida
- Acacia subtiliformis
- Acacia subulata
- Acacia synchronicia
- Acacia tabula
- Acacia telmica
- Acacia teretifolia
- Acacia tetragonophylla
- Acacia tetraptera
- Acacia tindaleae
- Acacia toondulya
- Acacia torringtonensis
- Acacia triquetra
- Acacia truculenta
- Acacia trudgeniana
- Acacia truncata
- Acacia tuberculata
- Acacia tysonii
- Acacia ulicifolia
- Acacia ulicina
- Acacia uliginosa
- Acacia uncifera
- Acacia uncifolia
- Acacia uncinata
- Acacia undulifolia
- Acacia unifissilis
- Acacia urophylla
- Acacia validinervia
- Acacia vassalii
- Acacia verniciflua
- Acacia vestita
- Acacia victoriae
  - subsp. arida
  - subsp. fasciaria
  - subsp. victoriae
- Acacia walkeri
- Acacia wardellii
- Acacia wattsiana
- Acacia wilcoxii
- Acacia williamsonii
- Acacia wiseana
- Acacia xanthina
- Acacia xerophila
  - var. brevior
  - var. xerophila

[

### Sous-genrePlurinerves
- Acacia abrupta
- Acacia acellerata
- Acacia adenogonia
- Acacia adnata
- Acacia amanda
- Acacia ammophila
- Acacia amyctica
- Acacia anaticeps
- Acacia ancistrophylla
  - var. ancistrophylla
  - var. lissophylla
  - var. perarcuata
- Acacia anfractuosa

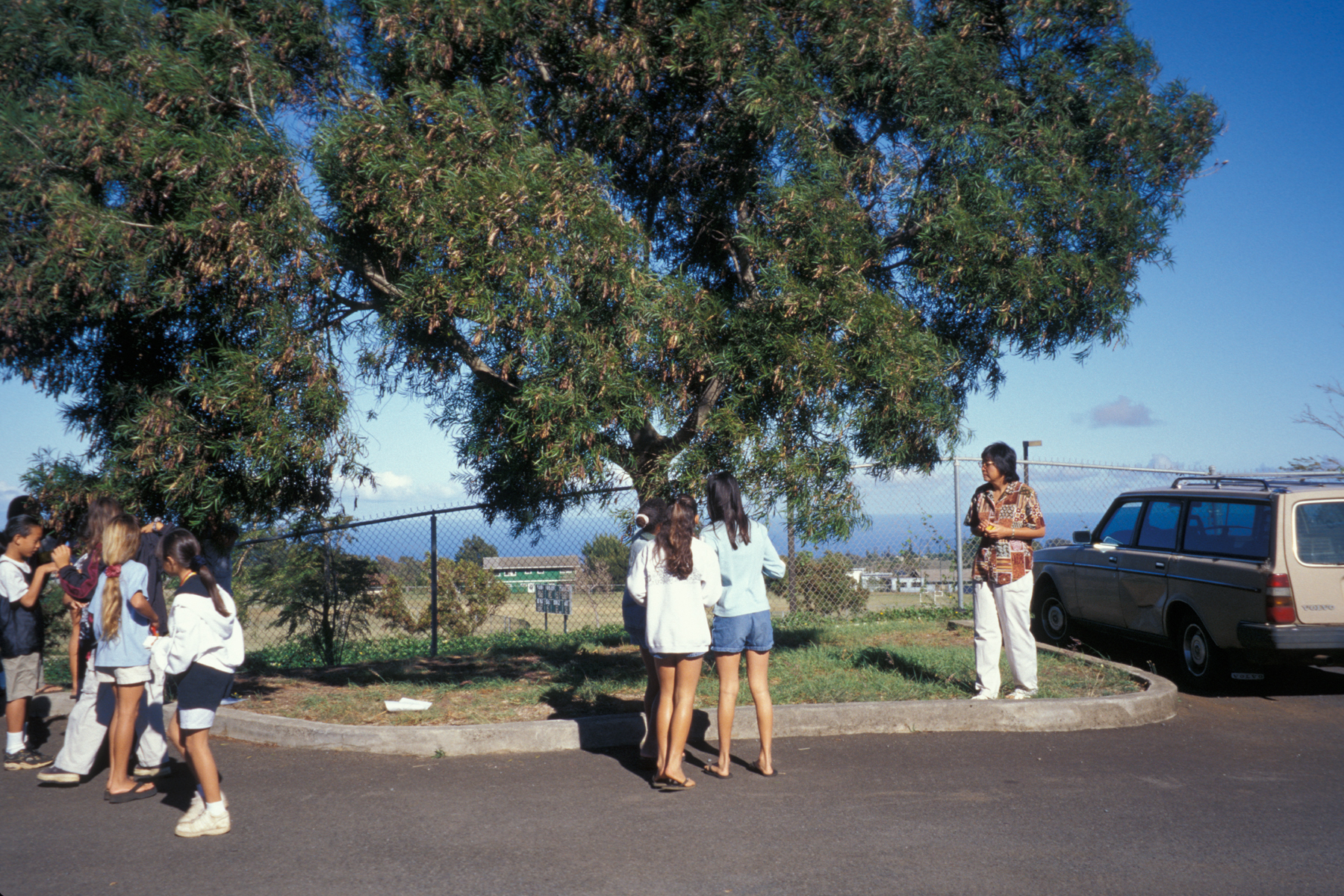
Acacia confusa.

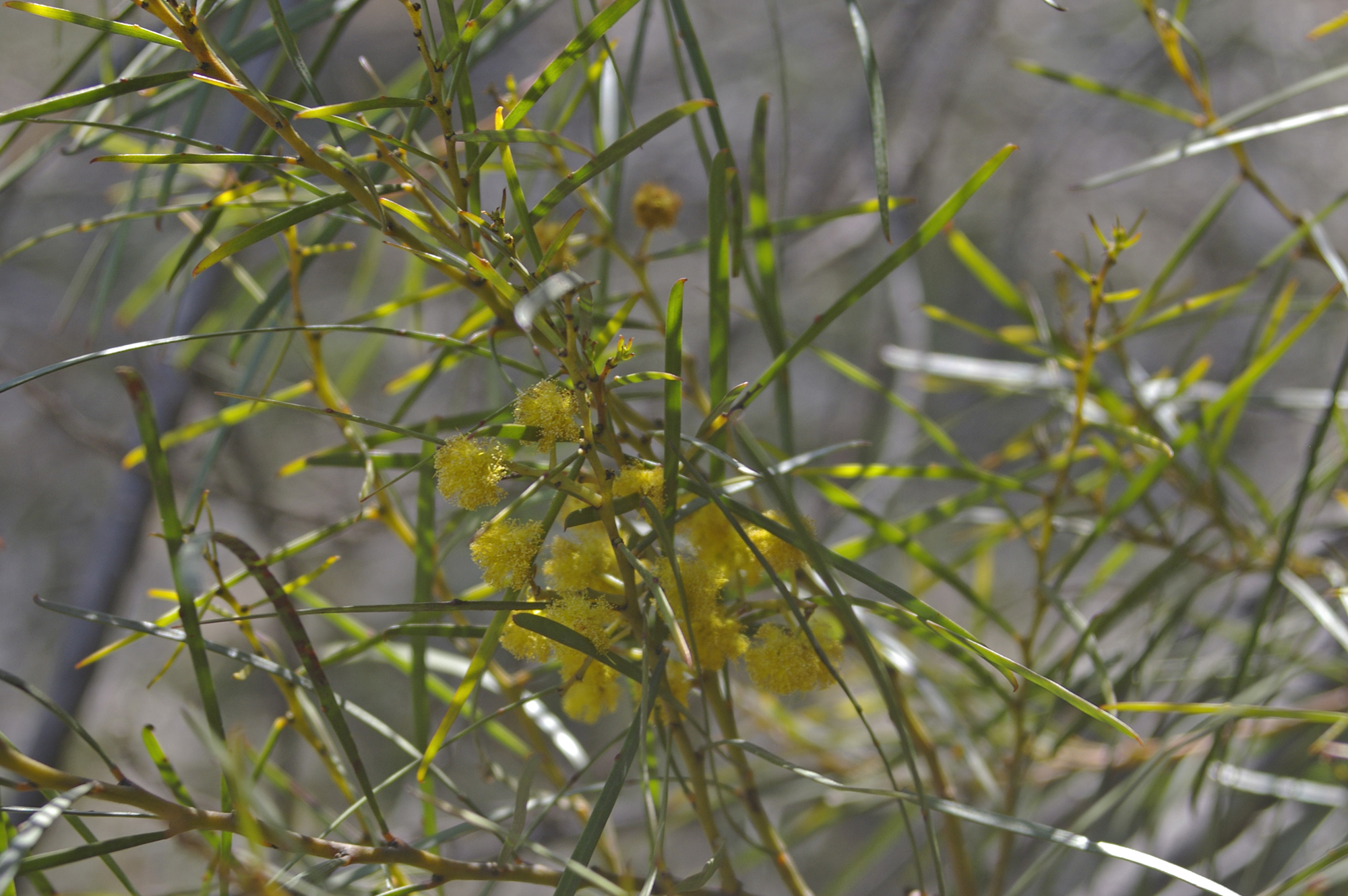
Acacia elongata.

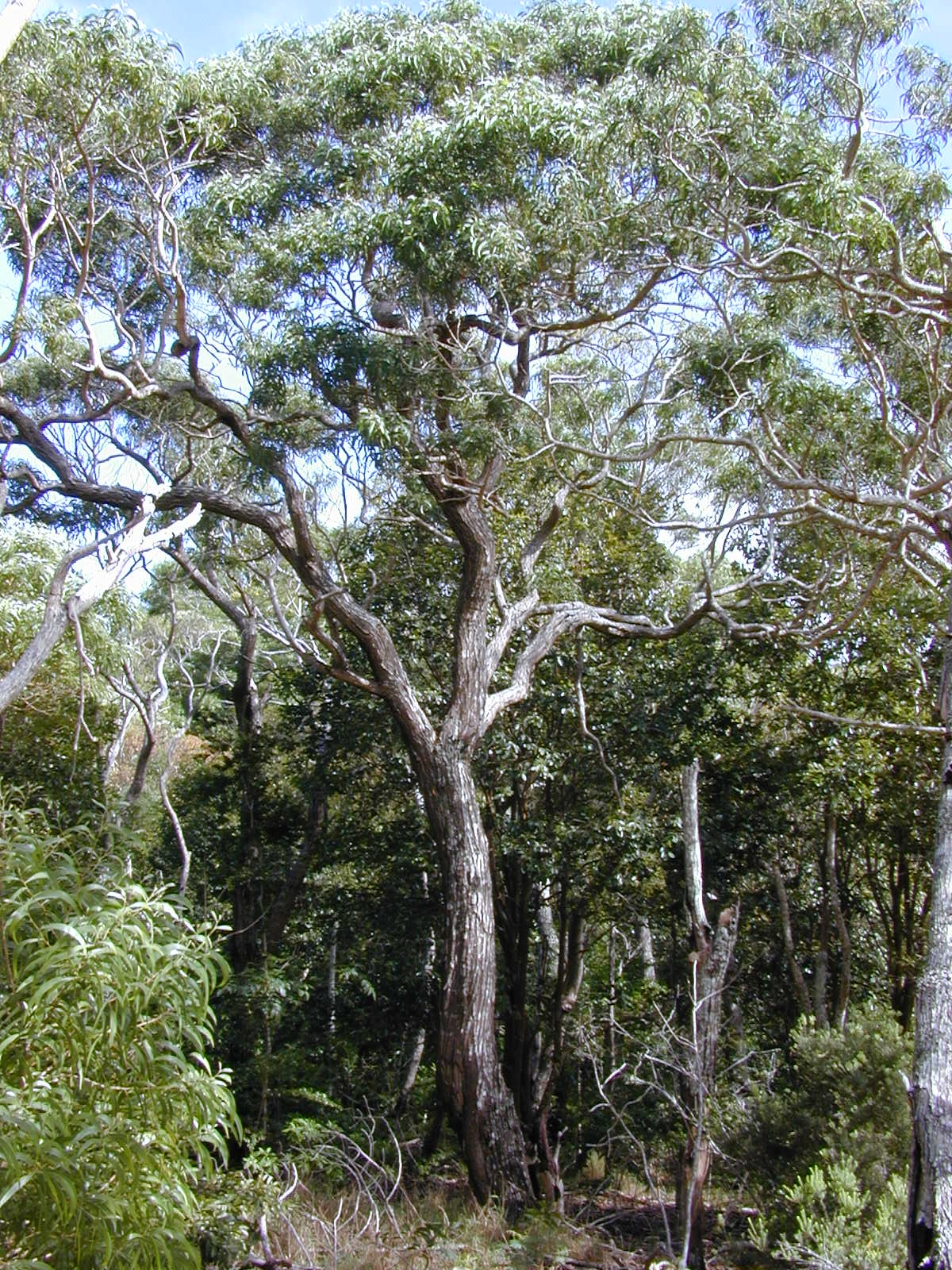
Acacia koa.

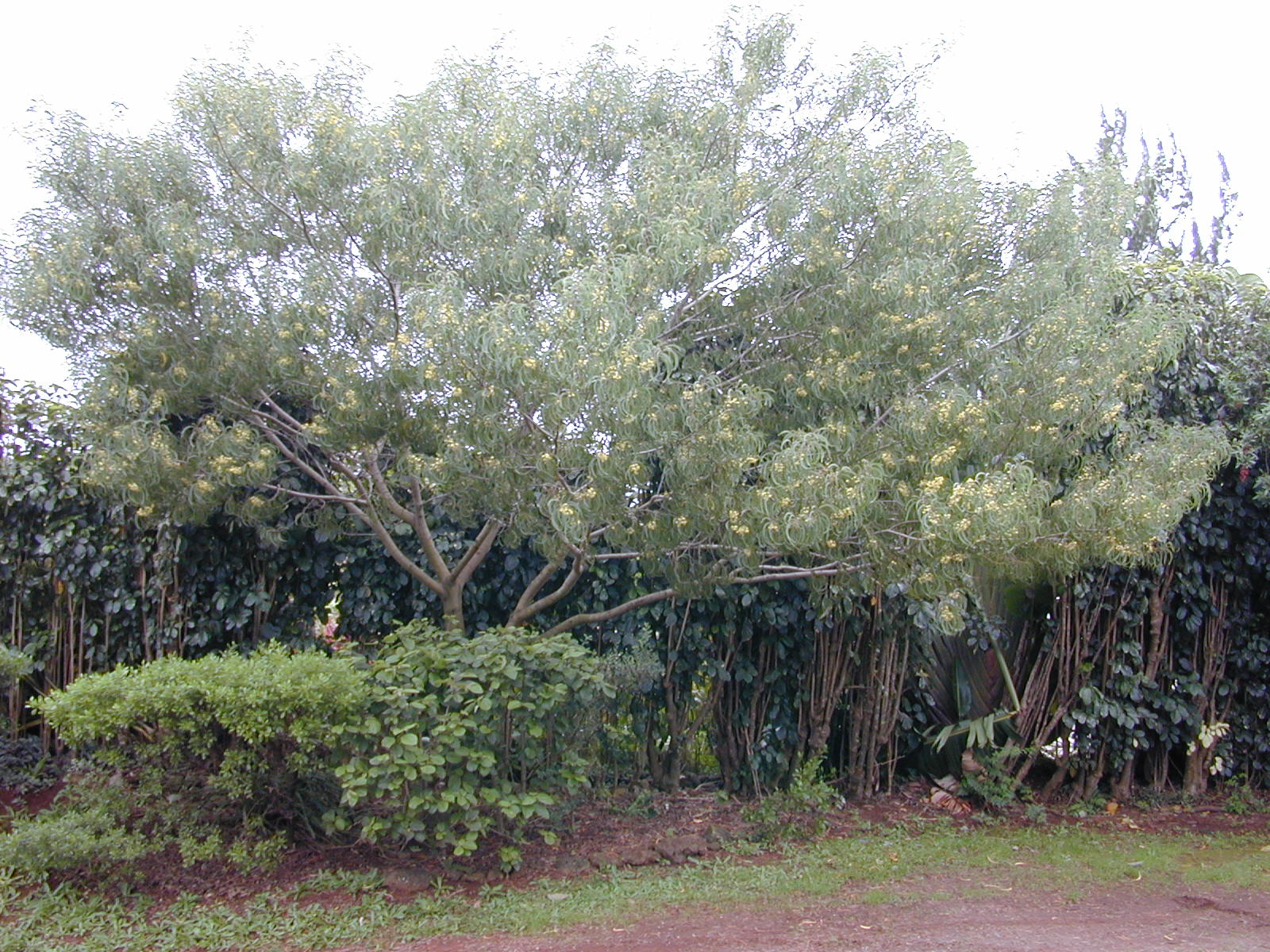
Acacia koaia.

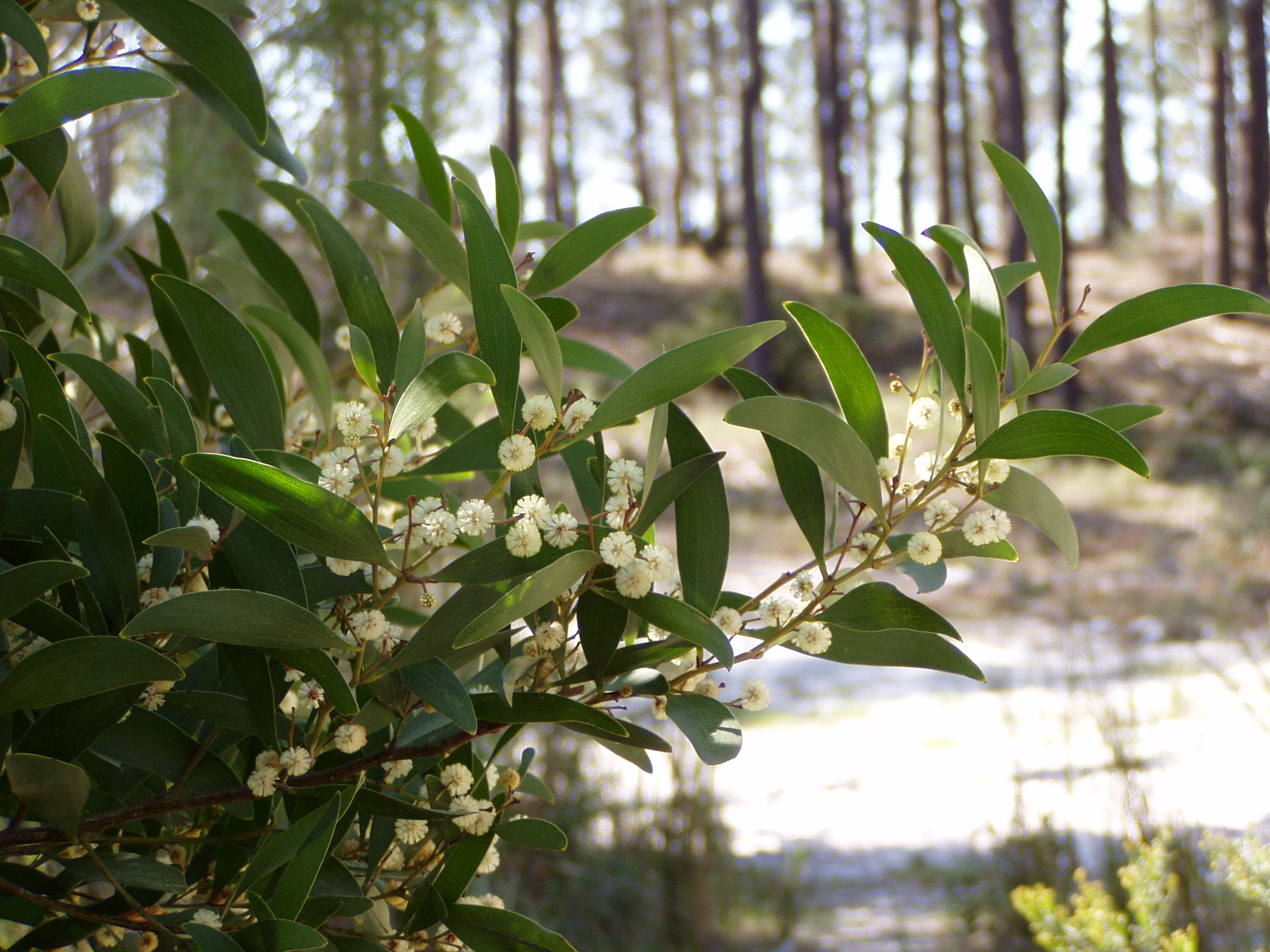
Acacia melanoxylon.

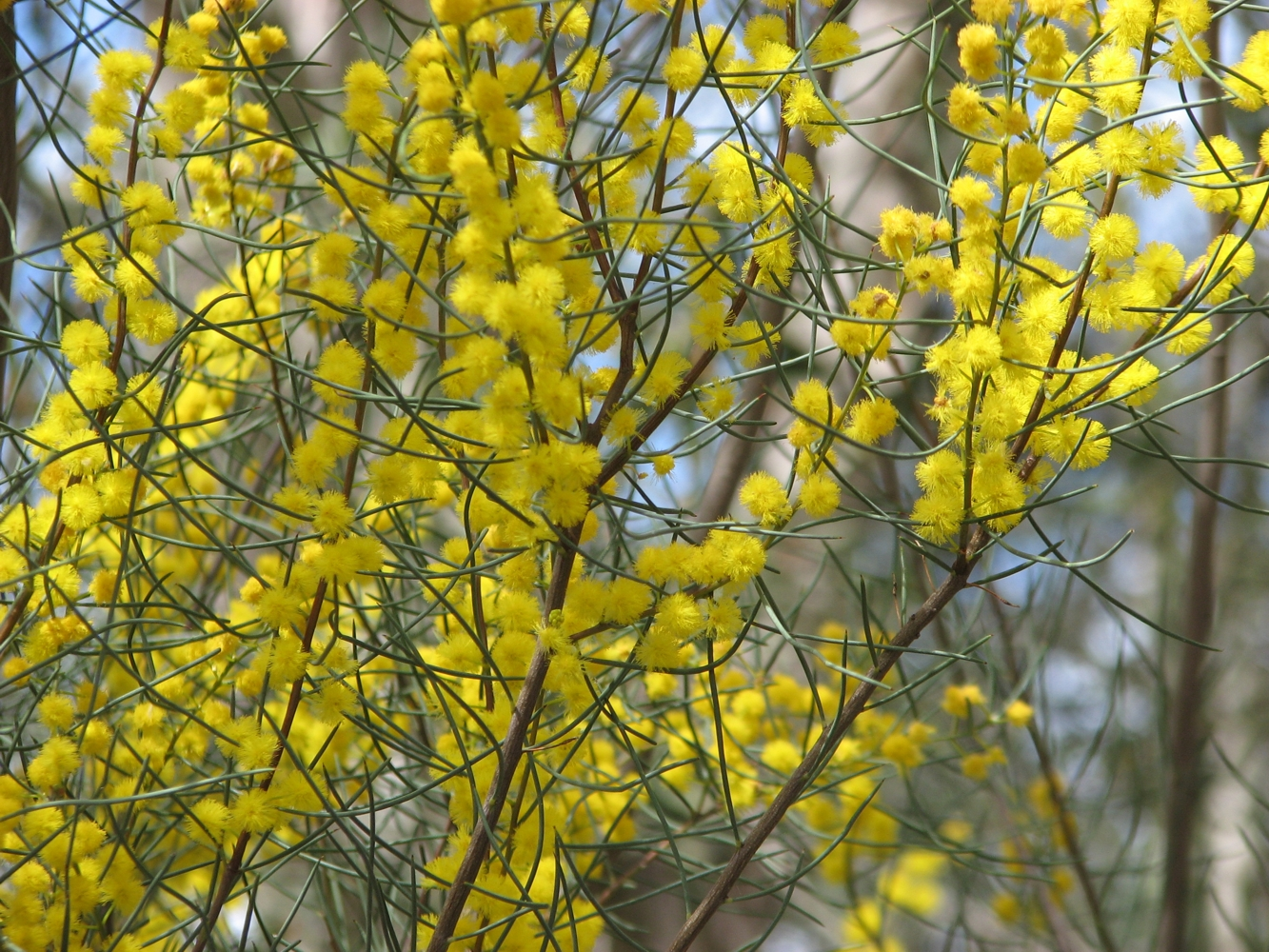
Acacia rigens.

- Acacia anserina Maslin, M.D.Barrett & R.L.Barrett[7]
- Acacia arafurica
- Acacia argyrodendron
- Acacia argyrotricha
- Acacia armillata
- Acacia arrecta
- Acacia ascendens
- Acacia assimilis
  - var. assimilis
  - var. atroviridis
- Acacia aulacophylla
- Acacia auratiflora
- Acacia auricoma
- Acacia auripila
- Acacia awestoniana
- Acacia baeuerlenii
- Acacia bakeri
- Acacia balsamea
- Acacia barattensis
- Acacia barrettiorum
- Acacia bartlei
- Acacia benthamii
- Acacia brachyphylla
  - var. brachyphylla
  - var. recurvata
- Acacia brachypoda
- Acacia burrana
- Acacia bynoeana
- Acacia caesariata
- Acacia calcicola
- Acacia cambagei
- Acacia campylophylla
- Acacia cana
- Acacia cassicula
- Acacia cavealis
- Acacia chapmanii
  - subsp. australis
  - subsp. chapmanii
- Acacia chrysopoda
- Acacia cochlearis
- Acacia cognata
- Acacia colletioides
- Acacia comans
- Acacia complanata
- Acacia confusa
  - var. confusa
  - var. inamurai
- Acacia consanguinea
- Acacia consobrina
- Acacia convallium
- Acacia coriacea
  - Acacia coriacea ** subsp. ''coriacea
  - Acacia coriacea ** subsp. ''pendens
  - Acacia coriacea ** subsp. ''sericophylla
- Acacia cowaniana—Cowan's Wattle
- Acacia crenulata
- Acacia curvata
- Acacia cyclops
- Acacia dawsonii
- Acacia declinata
- Acacia deflexa
- Acacia delicatula
- Acacia deltoidea
  - subsp. ampla
  - subsp. deltoidea
- Acacia densiflora
- Acacia dictyoneura
- Acacia dielsii
- Acacia dissona
  - var. dissona
  - var. indoloria
- Acacia dolichophylla
- Acacia donaldsonii
- Acacia dunnii
- Acacia dura
- Acacia duriuscula
- Acacia elongata
- Acacia enervia
  - subsp. enervia
  - subsp. explicata
- Acacia enterocarpa
- Acacia eremaea
- Acacia eremophila
  - var. eremophila
  - var. variabilis
- Acacia estrophiolata
- Acacia excelsa
  - subsp. angusta
  - subsp. excelsa
- Acacia farinosa
- Acacia flavescens
- Acacia flavipila
  - var. flavipula
  - var. ovalis
- Acacia fleckeri
- Acacia formidabilis
- Acacia fragilis
- Acacia frigescens
- Acacia froggattii
- Acacia galeata
- Acacia gemina
- Acacia georginae
- Acacia gilesiana
- Acacia gracilifolia
- Acacia graciliformis
- Acacia hadrophylla
- Acacia harpophylla
- Acacia havilandiorum
- Acacia helmsiana
- Acacia hemignosta
- Acacia heteroclita
  - subsp. heteroclita
  - subsp. valida
- Acacia heterophylla
- Acacia hexaneura
- Acacia homaloclada
- Acacia homalophylla
- Acacia hylonoma
- Acacia implexa
- Acacia inceana
  - subsp. conformis
  - subsp. inceana
  - subsp. latifolia
- Acacia ixiophylla
- Acacia johannis
- Acacia kalgoorliensis
- Acacia kauaiensis
- Acacia kenneallyi
- Acacia kingiana
- Acacia koa—Koa
- Acacia koaia
- Acacia lanei
- Acacia lanigera
  - var. gracilipes
  - var. lanigera
  - var. whanii
- Acacia lanuginophylla
- Acacia latescens
- Acacia latipes
  - subsp. latipes
  - subsp. licina
- Acacia latzii
- Acacia legnota
- Acacia leptoloba
- Acacia leptoneura
- Acacia lineolata
  - subsp. lineolata
  - subsp. multilineata
- Acacia lobulata
- Acacia loderi
- Acacia longispinea
- Acacia loxophylla
- Acacia lumholtzii
- Acacia mackeyana
- Acacia maconochieana
- Acacia manipularis
- Acacia maranoensis
- Acacia masliniana
- Acacia mathuataensis
- Acacia melanoxylon
- Acacia melvillei
- Acacia menzelii
- Acacia microcybe
- Acacia microsperma
- Acacia mimica
  - var. angusta
  - var. mimica
- Acacia mimula
- Acacia minutifolia
- Acacia monticola
- Acacia multisiliqua
- Acacia newmanii
- Acacia nitidula
- Acacia nivea
- Acacia nuperrima
- Acacia nyssophylla
- Acacia obesa
- Acacia obtecta
- Acacia obtriangularis Maslin, M.D.Barrett & R.L.Barrett[7]
- Acacia octonervia
- Acacia ommatosperma
- Acacia ophiolithica
- Acacia oraria—ai soeli
- Acacia orthotropica Maslin, M.D.Barrett & R.L.Barrett[7]
- Acacia oswaldii
- Acacia papulosa
- Acacia papyrocarpa
- Acacia patagiata
- Acacia pelophila
- Acacia pendulal
- Acacia perpusilla Maslin, M.D.Barrett & R.L.Barrett[7]—King Edward River wattle
- Acacia pharangites
- Acacia phlebocarpa
- Acacia pinguiculosa
  - subsp. pinguiculosa
  - subsp. teretifolia
- Acacia pinguifolia
- Acacia platycarpa
- Acacia praelongata
- Acacia prismifolia
- Acacia producta
- Acacia ptychoclada
- Acacia racospermoides
- Acacia ramiflora
- Acacia recurvata
- Acacia redolens
- Acacia resinistipulea
- Acacia resinosa
- Acacia retivenea
  - subsp. clandestina
  - subsp. retivenea
- Acacia richii
- Acacia ridleyana
- Acacia rigens
- Acacia rothii
- Acacia roycei
- Acacia sciophanes
- Acacia sclerophylla
  - var. pilosa
  - var. sclerophylla
  - var. teretiuscula
- Acacia sericata
- Acacia sericophylla
- Acacia setulifera
- Acacia sibilans
- Acacia simsii
- Acacia speckii
- Acacia spectra
- Acacia spongolitica
- Acacia stellaticeps
- Acacia stenophylla
- Acacia stipulosa
- Acacia subflexuosa
  - subsp. capillata
  - subsp. subflexuosa
- Acacia sublanata
- Acacia subporosa
- Acacia subsessilis
- Acacia subternata
- Acacia sulcata
  - var. planoconvexa
  - var. platyphylla
  - var. sulcata
- Acacia tenuior
- Acacia tephrina
- Acacia tessellata
- Acacia tetanophylla
- Acacia tolmerensis
- Acacia torticarpa
- Acacia translucens
- Acacia trinalis
- Acacia trinervata
- Acacia trineura
- Acacia triptycha
- Acacia trulliformis
- Acacia uncinella
- Acacia undosa
- Acacia unguicula
- Acacia venulosa
- Acacia veronica
- Acacia verricula
- Acacia vincentii
- Acacia viscidula
- Acacia viscifolia
- Acacia vittata
- Acacia warramaba
- Acacia webbii
- Acacia whibleyana
- Acacia wilhelmiana
- Acacia wilsonii
- Acacia yirrkallensis

### Sous-genrePulchellae

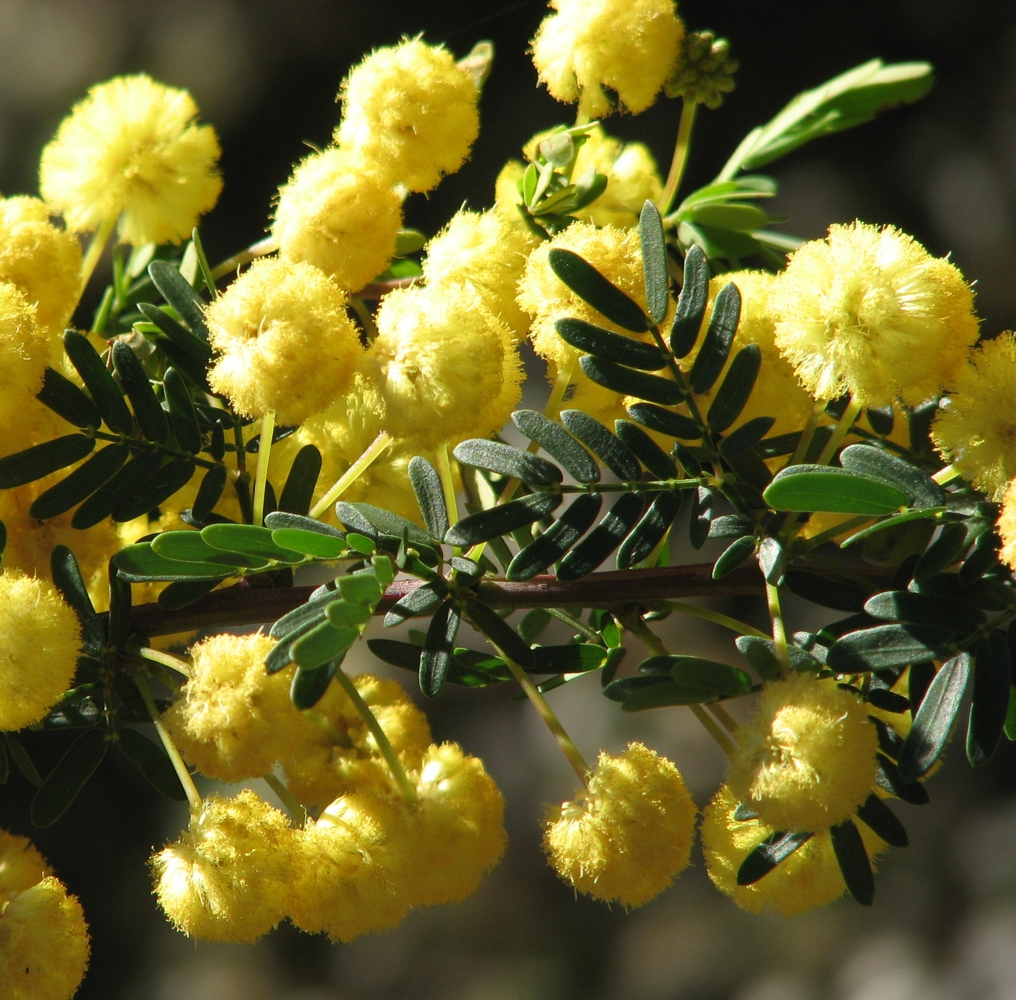
Acacia nigricans.

- Acacia amputata
- Acacia anarthros
- Acacia browniana
  - var. browniana
  - var. endlicheri
  - var. glaucescens
  - var. intermedia
  - var. obscura
- Acacia depressa
- Acacia drewiana
  - subsp. drewiana
  - subsp. minor
- Acacia drummondii
  - subsp. affinis
  - subsp. candolleana
  - subsp. drummondii
  - subsp. elegans
- Acacia empelioclada
- Acacia epacantha
- Acacia fagonioides
- Acacia gilbertii
- Acacia grisea
- Acacia guinetii
- Acacia lasiocarpa
  - var. bracteolata
  - var. lasiocarpa
  - var. sedifolia
- Acacia lateriticola
- Acacia leioderma
- Acacia luteola
- Acacia megacephala
- Acacia moirii
  - subsp. dasycarpa
  - subsp. moirii
  - subsp. recurvistipula
- Acacia newbeyi
- Acacia nigricans
- Acacia pentadenia
  - subsp. pentadenia
  - subsp. syntoma
- Acacia plicata
- Acacia preissiana
- Acacia pulchella
  - var. glaberrima
  - var. goadbyi
  - var. pulchella
  - var. reflexa
- Acacia subracemosa
- Acacia tayloriana
- Acacia varia
  - var. crassinervis
  - var. parviflora
  - var. varia

### Incertae Sedis
- Acacia simplex
- Acacia test

## Hybrides
- Acacia adoxa var. adoxa × spondylophylla
- Acacia adsurgens × rhodophloia
- Acacia ampliceps × bivenosa
- Acacia ampliceps × sclerosperma subsp. sclerosperma
- Acacia ancistrocarpa × arida
- Acacia ancistrocarpa × citrinoviridis
- Acacia ancistrocarpa × hilliana
- Acacia ancistrocarpa × orthocarpa
- Acacia aphanoclada × pyrifolia var. pyrifolia
- Acacia arida × stellaticeps
- Acacia ayersiana × incurvaneura
- Acacia baileyana × dealbata
- Acacia bivenosa × sclerosperma subsp. sclerosperma
- Acacia caesaneura × incurvaneura
- Acacia citrinoviridis × tumida var. pilbarensis
- Acacia craspedocarpa × macraneura
- Acacia craspedocarpa × ramulosa
- Acacia ×daweana Maslin
- Acacia decurrens × mearnsii
- Acacia dodonaeifolia × paradoxa
- Acacia eriopoda × monticola
- Acacia eriopoda × trachycarpa
- Acacia eriopoda × tumida var. pilbarensis
- Acacia eriopoda × tumida var. tumida
- Acacia glaucocaesia × synchronicia
- Acacia ×grayana J.H.Willis
- Acacia hilliana × stellaticeps
- Acacia incurvaneura × mulganeura
- Acacia ligulata × sclerosperma subsp. sclerosperma
- Acacia longifolia × oxycedrus
- Acacia monticola × trachycarpa
- Acacia monticola × tumida var. kulparn
- Acacia monticola × tumida var. pilbarensis
- Acacia mucronata × acutata
- Acacia ×nabbonandii Nash
- Acacia oxycedrus × sophorae
- Acacia rhodophloia × sibirica
- Acacia ×sphaerostachya E.Pritzel
- Acacia stellaticeps × trachycarpa
- Acacia trachycarpa × tumida var. pilbarensis